# Лантаноиды

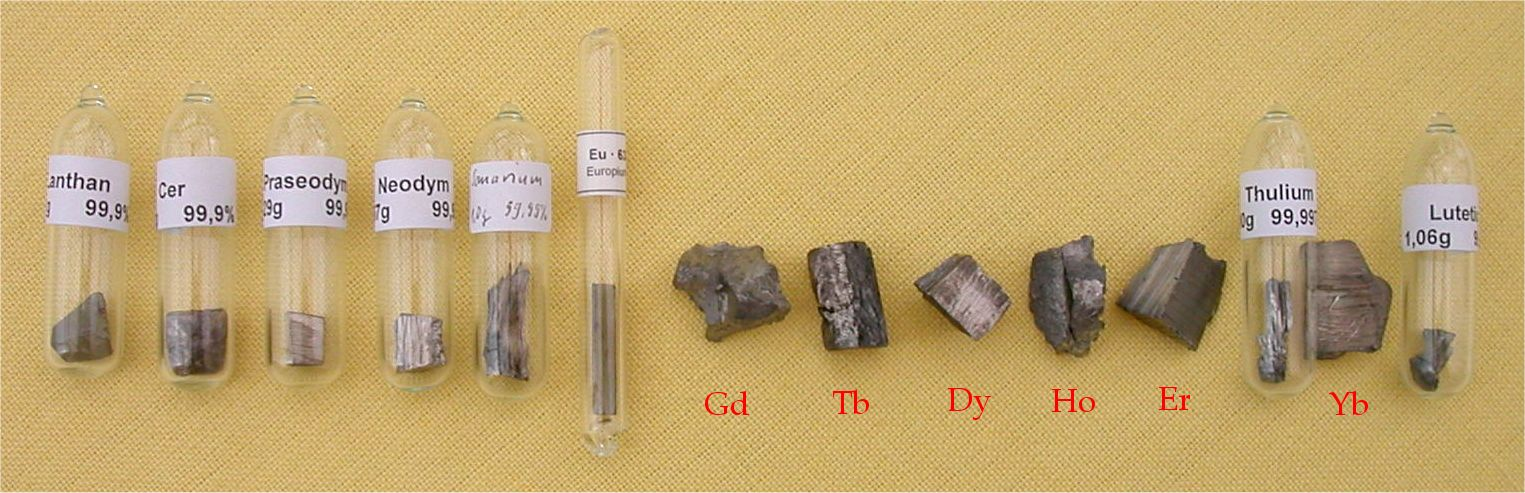
Образцы лантаноидов в виде простых веществ

Лантано́иды (лантани́ды) — семейство, состоящее из 15 химических элементов III группы 6-го периода периодической таблицы — металлов, с атомными номерами 57—71 (от лантана до лютеция). Все представители семейства имеют стабильные изотопы, кроме прометия. Название происходит от слова на древнегреческом языке λανθάνειν („скрываться“).
Скандий, иттрий и лантаноиды относятся к группе редкоземельных элементов (сокр. РЗЭ) и часто рассматриваются в этом контексте, однако распространенность отдельных элементов показывает, что редкими они не являются. В научных материалах для обозначения лантаноидов применяют вышеуказанный термин, включая в него иттрий и скандий, или по отдельности.
Запись Ln используется для указания на все или некоторые металлы, ионы, степени окисления, при записи химических формул и пр.
У всех лантаноидов, начиная с церия и заканчивая иттербием, заполняется 4f-подоболочка; у лантана 4f-электронов нет, а у лютеция — 14. Неспаренные 4f-электроны наделяют некоторые металлы различными ценными магнитными, спектроскопическими и люминесцентными свойствами. Более того, поскольку эти электроны хорошо экранированы внешними подоболочками (5s и 5p), спектральные характеристики сохраняются при добавлении лигандов. Все лантаноиды образуют катионы Ln3+ (некоторые ещё и Ln2+, Ln4+), ионный радиус которых постоянно уменьшается при увеличении атомного номера, — этот феномен известен как лантаноидное сжатие (то же самое проявляется у актиноидов). Непрерывно понижается осно́вность элементов от лантана до лютеция, что обуславливает различие в растворимости солей и в устойчивости их комплексных соединений.
Химическая связь с лантаноидами имеет почти всегда ионный характер. Лантаноиды — «тяжелые» акцепторы и имеют значительное сходство по своим свойствам с донором атомов — кислородом, из-за чего наиболее вероятными биологическими лигандами для них являются карбоксильные и фосфатные группы. Координационные числа для них могут быть от 6 до 12 (8—9 преимущественно в биологических системах).
Публикация работы норвежским геохимиком Виктором Гольдшмидтом, в которой впервые был употреблен термин лантаноиды, произошла в 1925 г. (аналогично было дано название актиноидам в 1937 г.).
| * | La | Ce | Pr | Nd | Pm | Sm | Eu | Gd | Tb | Dy | Ho | Er | Tm | Yb | Lu |

## История
Очень много недоразумений, связанных с лантаноидами, в употреблении терминологии. Название «редкая земля» первоначально применялось для описания почти всех неизученных, неизвестных природных оксидов, и вплоть до 1920 г. к ним относили даже ThO2 и ZrO2. Примерно в то же время термин начали использовать для обозначения самих элементов, а также группы элементов, которые с большим трудом можно было отделить друг от друга.
Изначальное разделение элементов на цериевую («легкие земли»; La—Eu) и иттриевую («тяжелые земли»; Gd—Lu) группы основывалось на различии в растворимости двойных сульфатов, образованных лантаноидами, с сульфатами натрия или калия. В дальнейшем была установлена периодичность изменений свойств в группе, соответствовавшей их разделению на две подгруппы.
Термины «редкоземельные металлы» и «щелочноземельные металлы» — до сих пор использующиеся в химии — происходят от существительного слова «земля», бывшего в употреблении у алхимиков, ятрохимиков и ранних флогистонистов в качестве основного указания на огнестойкость, нерастворимость осадков, образованных после горения (окисления) или других глубинных химических взаимодействий в субстанциях. Только после 1750-х гг. химики начали понимать, что кремниевая земля (англ. silica), алюминиевая земля (англ. alumina), тальк, известь — все они являются разными землями, если судить по химическим свойствам. В 1779 г. к ним добавилась бариевая земля (англ. baryta), которую К. В. Шееле выделил из извести. А. Л. Лавуазье все пять земель в 1789 г. включил в свой список из 33 элементов, сделав примечание: они могут являться оксидами металлов с большим похождением на связь с кислородом, чем углеродом. Это и побудило многих химиков в начале XIX века восстанавливать известные земли и искать новые. Среди новых шести земель: циркониевой (1789, М. Клапрот), стронциевой (1790, А. Крофорд), бериллиевой (1798, Л. Н. Воклен) и ториевой (1829, Й. Берцелиус) были открыты иттриевая (1794) и цериевая (1803). Открытие последней определило разницу между землями и обычными оксидами металлов, а в 1808 г. после того, как Г. Дэви восстановил электролизом щелочные земли до щелочноземельных металлов — кальция, бария, стронция и магния, — большинству химиков стало понятно, что истинные земли есть не что иное, как оксиды металлов.
Лантаноиды образуют самую большую группу элементов периодической системы, находящихся в природе. Их свойства настолько похожи, что с 1794 г., когда Юхан Гадолин выделил оксид иттрия, и вплоть до 1907 г. было сделано почти сто заявлений об открытии элементов. Это объясняется тем, что в то время не существовало теста на индивидуальность элемента, а исследователям было непонятно, сколько же должно быть элементов в семействе, так как в периодической системе можно было поместить только один элемент — лантан. К 1913 г. на основании работы Г. Мозли уже стало понятно, что между лантаном и гафнием число элементов как раз равно четырнадцати: при сравнении энергии рентгеновских спектров атомов элементов периодической таблицы и их атомного веса им были обнаружены пробелы, пропуски. Для устранения пропусков учёный счел необходимым расположить элементы в соответствии с химическими свойствами, а не увеличивающимся атомным весом. Его работа показала, что каждый элемент имеет постоянную величину — атомное число, увеличивающееся на постоянную величину от элемента к элементу. В конечном счёте лантаноиды были расположены в отдельном месте ниже основной таблицы. А в 1921 г. Нильсом Бором была предложена структура электронных орбиталей атома, которая объясняла проблему редкоземельных элементов. (Лантаноиды часто называют и включают в понятие редкоземельные элементы, однако, например, лютеций по распространенности в земной коре превосходит серебро.)
Некоторое представление об их схожих химических свойствах можно получить из фактов истории изучения. Разделение различных элементов от содержащих их минералов заняло у ученых более ста лет, и даже вплоть до середины XX века (до развития ионообменной техники разделения) для получения в действительно чистом виде некоторых соединений редких лантаноидов требовалось до 40 000 повторений операции по фракционной перекристаллизации. Например: в 1911 г. выделение чистого бромата тулия Ч. Джеймсом требовало около 15 000 таких операций, а за 15 лет Ж. Урбэном и его помощниками проведено суммарно около 20 000. Указанный метод разделения является лишь одним из нескольких классических, и включает в себя некоторые свойства:
- разница в основности позволяла при постепенном добавлении щелочи осадить в первую очередь менее осно́вные гидроксиды тяжёлых лантаноидов;
- различия в растворимости таких солей, как оксалаты (например, возможность применения этого метода была обнаружена Карлом Мосандером при поиске способов получения чистых соединений эрбия и тербия[22][23]), двойные сульфаты и двойные нитраты.

Помимо вышеуказанных, существует возможность перевода в другие степени окисления, отличные от +3, например, CeIV, EuII. Указанный способ, применимый в отдельных случаях, позволял получать наиболее чистый продукт. В настоящее время метод перекристаллизации является устаревшим, поскольку реакции ионного обмена и экстракция растворителем по сравнению с ним более быстры и менее трудоемки.

### До 1840-х
Изучение и дальнейшая классификация лантаноидов берёт своё начало с конца XVIII века: летом 1787 года шведский офицер К. А. Аррениус в карьере вблизи города Иттербю нашёл неизвестный чёрный минерал, прозванный иттербитом (позднее переименован в гадолинит). Юхан Гадолин, изучая его в 1794 году, открыл в нём новую землю — оксид иттрия. Таким образом, с открытия одного из соединений элемента, имеющего похожие химические свойства, но не входящего в семейство, продолжилось дальнейшее изучение минералов и открытие лантаноидов. Химический анализ гадолинита привел к открытию 7 химических элементов иттриевой группы и ещё семи — цериевой, при изучении церита. (Иттриевая и цериевая земли были двумя началами «путей» открытия элементов-лантаноидов.) Примечательно, что открытие множества лантаноидов произошло благодаря минералам из их общего места происхождения: известнейшее месторождение пегматита располагается возле Иттербю в Швеции.

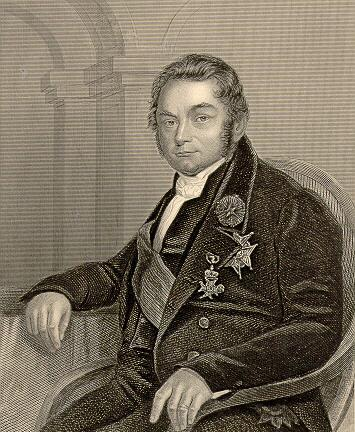
Йёнс Берцелиус

Минерал церит, открытый в 1751 году А. Кронштедтом и содержащий редкоземельные элементы, послужил отправной точкой в открытии церия. В 1803 году Вильгельм фон Хизингер и Йёнс Берцелиус в Швеции (и независимо от них Мартин Клапрот во Франции) нашли в минерале новую землю, названную цериевой в честь астероида Цереры. После открытия французский химик Луи Воклен впервые исследовал его и показал, что цериевая земля может быть белой и оранжевой. Этот факт впервые указал на существование церия в двух валентных формах. Учёный восстановил землю и пришёл к выводу, что церий является металлом, не похожим на другие известные на тот момент. Впоследствии (с 1839 по 1843 годы) Карл Мосандер доказал, что эта и ранее открытая — иттриевая — земли представляли собой смеси оксидов нескольких лантаноидов. Элемент был выделен В. Хиллебрандом и Т. Нортоном в металлическом виде только в 1875 г.

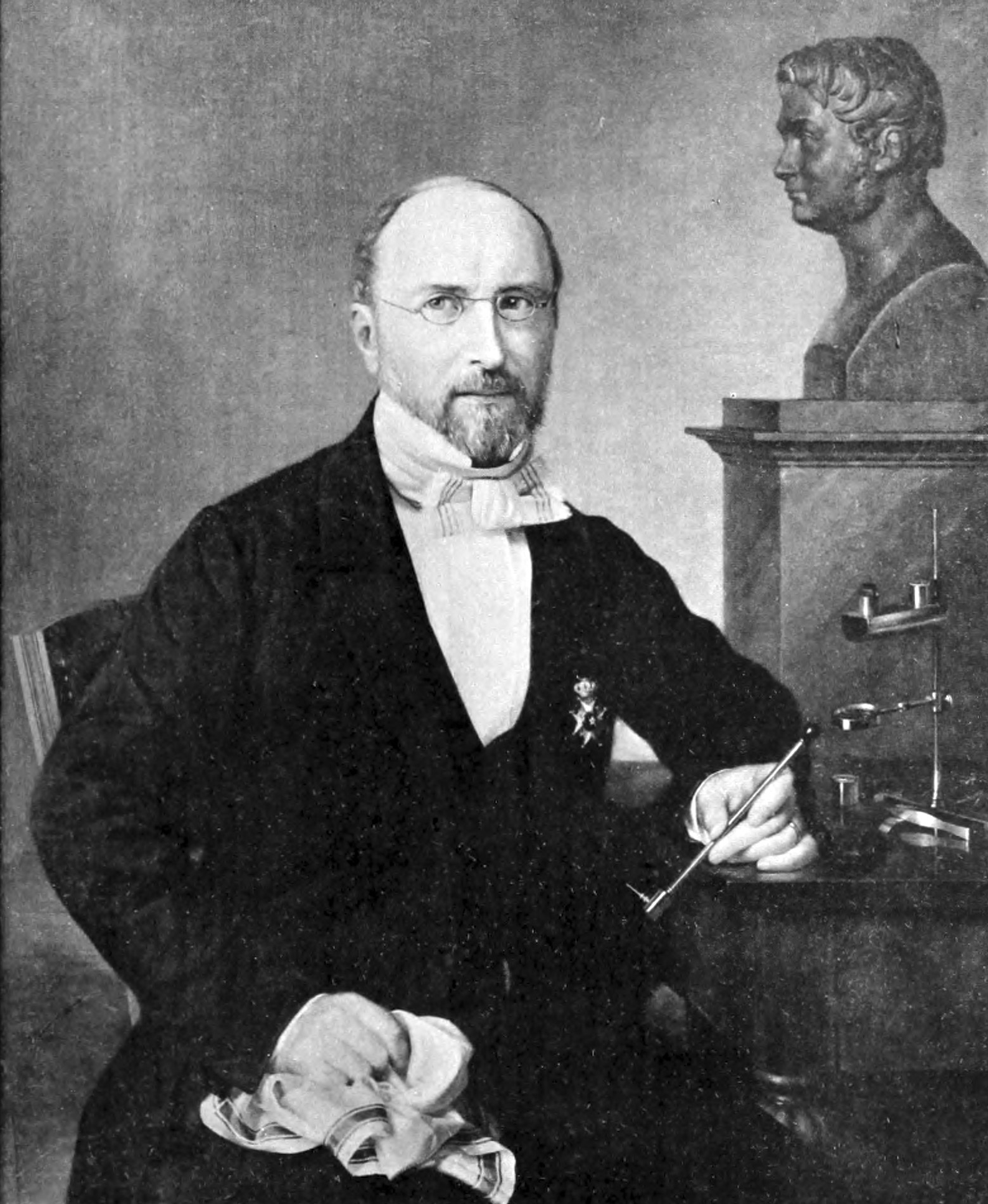
Карл Густав Мосандер

В 1826 году Карл Мосандер — ученик, ассистент и один из близких друзей Й. Берцелиуса — исследовал цериевую землю и сделал заключение о её неоднородности: в ней мог содержаться минимум один новый элемент. Чтобы проверить это предположение, понадобилось много церита. В 1839 году, добиваясь выделения из цериевой земли чистого препарата, учёный обработал её азотной кислотой и кристаллизовал соль, выпаривая воду. Он также установил, что эта соль (будучи загрязнённым нитратом церия) при нагревании разлагается и превращается в желтоватое вещество. Обрабатывая этот жёлтый землистый остаток разведённой азотной кислотой было замечено, что интенсивно закрашенная его часть не растворяется в кислоте: это был диоксид церия, с которым впервые столкнулся Воклен. После удаления нитрата церия из раствора, ученому удалось добыть новую, лантановую землю, название которой было предложено Берцелиусом и дано Мосандером 12 февраля 1839 г. Элемент, являясь родоначальником группы элементов, был открыт вторым после церия лишь как примесь. Возможно, лантан был назван именно так потому, что «скрывался» от ученых на протяжении 36 лет. В относительно чистом виде был получен в 1923 г.
В январе 1840 года Мосандеру удалось достичь успеха, выделив из аметистового раствора сульфата лантана две фракции:
- При нагреве раствора соли (тогда уже было известно, что её растворимость выше в холодной воде) с 9 до 40 °C, в осадок выпали кристаллы светло-аметистового цвета: сульфат лантановой земли с примесью оксида дидима[52]. При повторении с этими кристаллами вышеописанных действий 10—15 раз он получил бесцветные кристаллы (где присутствие оксида дидима было минимальным), которые, при реакции с щелочами и выпариванием воды, давали оксид белого цвета, предположительно, — истинный оксид лантана (в записной книжке учёный пометил его как Laa)[53].
- Вторая фракция была получена в растворе серной кислоты и оксида лантана: в результате реакции, осадились красные кристаллы сульфата дидимовой земли[52] (помеченной Lar, где r, предположительно, обозначает «красный», от швед. röd). Эти кристаллы при реакции с щелочами дали голубовато-фиолетовый оксид-гидрат, после выпаривания воды из которого остался оксид: «…Темно-коричневого цвета на поверхности, иногда светло-коричневого в изломах [трещинках]…»[54] При сильном нагревании до белого каления его цвет получался от загрязнённого белого до серо-зелёного, а на поверхности появлялись аметистово-красные кристаллы[55].

С этого момента учёный мог доказать, что аметистовый цвет солей оксидов церия и лантана вызван присутствием оксида Lar, а в коричневый они окрашивались при нагреве в воздухе до красного каления. Карл Мосандер в 1842 году назвал неизвестный оксид Lar — дидим (Di), чтобы показать его связь с уже открытыми лантаном и церием. После этого учёный убедился в том, что дидим был получен в чистом виде и больше к нему не возвращался, а данное им название «элементу» фигурировало в учебниках по химии того времени ещё 50 лет.
Задавшись вопросом о гомогенности образцов, из которых был получен иттрий, и вдохновлённый успехами, достигнутыми при исследовании церита, Карл Мосандер начал изучение гадолинита. Осенью 1842 года учёный убедился, что образцы иттриевой земли, изолированные из гадолинита, церита, церина, ортита, — все они имели в своём составе помимо «истинного» оксида иттрия (поскольку давали бесцветные соли), ещё и неизвестный оксид жёлтого цвета, менее осно́вный, в растворах его солей — аметистовый. В феврале 1843 года этой земле было дано название о́диний (в честь бога Одина), однако результаты последующих экспериментов, проведённых в апреле, убедили его в том, что в земле было по меньшей мере три оксида. Из раствора азотной кислоты и оксида иттрия Мосандер, при фракционном осаждении, получил аммонийные осно́вные соли, при сильном нагревании которых получались три различных оксида, не похожих на ранее полученные. (Немногим ранее, в 1842 году Йёнсом Берцелиусом была проведена работа, которая подтверждала разделение иттриевой земли на три оксида, однако к апрелю 1843 года она все ещё оставалась ненапечатанной.) За наиболее осно́вным по характеру оксидом (белого цвета, в его солях — бесцветного) учёный оставил старое название — иттриевая земля, следующий — по убыванию основных свойств — был назван оксидом тербия, в чистом виде, предположительно, — белого цвета (растворы солей — розового), и третий — оксид эрбия: при нагревании на воздухе оксид окрашивался в темный оттенок оранжево-жёлтого цвета, теряющийся при нагреве в атмосфере водорода (последние данные позволили сделать вывод о его двух валентных состояниях). Из определённо открытого на тот момент эрбия позднее выделили ещё иттербий и тулий.
Активность ученого привела к выводу о том, что семейство расширилось в 1843 году до шести элементов: цериевые соединения имеют жёлтый цвет, лантановые — белый, дидимовые — красный, иттриевые и эрбиевые — белый, тербиевые — розовый. Для доказательств открытия в то время требовалось получить данные о выделении (получении), цвете, форме кристаллов и способности образовывать соединения элементом. Но даже несмотря на авторитет первооткрывателя, историю открытия тербия не раз брали под сомнение, например: Р. В. Бунзеном и П. Т. Клеве в иттриевой земле были найдены только два оксида. Позднее учеными было повторно подтверждено существование элемента: исследования гадолинита Мариньяком (1878), изоляция элемента из самарскита Л. Смитом (в том же году), сообщение Ж.-Л. Соре об изучении спектров абсорбции элемента (1880), получение Ж. Урбэном чистых препаратов (начало XX века) — все они подтвердили исследования Мосандера. Эрбий же был получен в довольно чистом металлическом виде в 1934 г.
Д. И. Менделеев придерживался мысли, которую потом подтвердил исследованиями, что редкоземельные элементы трёхвалентны. В итоге, в первой половине XIX века было установлено существование не только великой родины элементов, но и изучены некоторые индивидуальные свойства.

### 1843—1878
В 1848 г. умер Й. Берцелиус — видный учёный-химик, занимавшийся наукой почти 50 лет, — и в следующие 30 лет интерес ученых к органической химии затмил неорганическую: большинство соединений металлов научились получать традиционными методами фракционного осаждения и кристаллизации — стало понятным, что яркий период в истории открытий закончился. Дальнейший прогресс требовал новых концепций и развития в технике изучения.

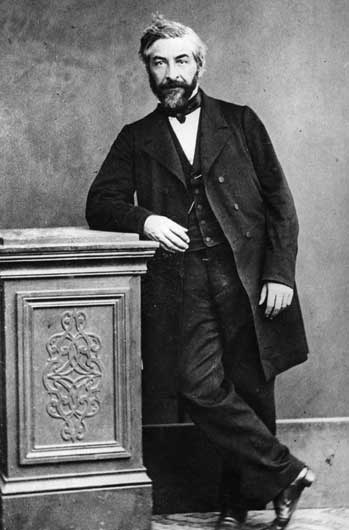
Жан Мариньяк

Тем не менее, изучение редкоземельных элементов не остановилось, несмотря на то, что в основном поначалу внимание было приковано к лантану, церию, дидиму. Новой заметной фигурой в изучении стал Жан Шарль Мариньяк, который немногим позднее выделил три новых элемента; им же были более точно определены атомные массы нескольких элементов (церия, лантана и дидима), доработан метод отделения, разработанный Мосандером, позволявший получить более чистые препараты. В 1848 г. вычислил атомный вес церия в реакции сульфата церия(III) с хлоридом бария (позже несколько раз менялся другими исследователями), а через год вычислил веса лантана и дидима. В 1853 г. детально изучил химические свойства дидима: цвет, кристаллы солей, растворимость, методы получения галогенидов, сульфидов, фосфатов, сульфатов, оксалатов, соединений с мышьяком; ещё через два года то же самое произвел с лантаном.
Необходимый для дальнейшего развития науки спектральным анализом шаг вперед был сделан Р. Бунзеном и Г. Кирхгофом в 1859 г.
Марк Делафонтен в 1864 г. принялся работать с гадолинитом: эрбий и его соединения были детально изучены различными методами, в том числе с применением газовой горелки. Им же были предоставлены довольно ясные доказательства открытия эрбия, но не тербия. И если существование первого было окончательно подтверждено нахождением в солнечном спектре Ч. Янгом в 1872 г., то присутствие в природе последнего отрицалось О. Поппом (отрицал существование и тербия, и эрбия), Й. Баром, Р. Бунзеном, П. Т. Клеве. Результаты нескольких дальнейших исследований вплоть до начала 1880-х гг. приводили ко всё большей путанице: существование тербия то подтверждалось, то отрицалось, Делафонтен сообщал об открытии ещё нескольких «элементов» (мосандрия, филипия, деципия) и т. п.

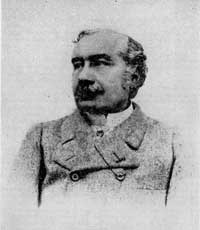
Лекок де Буабодран

Понимание того, что элементы можно организовать в логический ряд, погруппно, как предполагалось периодической таблицей Д. И. Менделеева с 1869 г. пришло не сразу. Она же позволяла увидеть направление для дальнейших открытий, дать «карту» в руки ученых, понимание чего заняло долгое время. Так, например, примечание Делафонтена о том, что дидим не является гомогенным, было подтверждено Лекоком де Буабодраном в 1875 г. параллельным изучением спектров галлия (экаалюминия) — первого «эка»-элемента, предсказанного таблицей Д. И. Менделеева, отражавшей реальность существования элемента и имевшей под собой более сложное объяснение положения элементов. Немногим ранее, в 1870 г. Д. И. Менделеев сам предсказал существование экабора (скандия), спектры которого были обнаружены Л. Нильсоном в 1879 г., а годом позже — им же выделен оксид скандия с примесью иттербия из оксенита.
Открытие скандия ещё до обнаружения в природе значительно помогло в дальнейшем становлении и утверждении периодической системы химических элементов. Более того, различные варианты положения элементов в таблице предоставлялись исследователями в попытке разрешить задачу положения редкоземельных элементов, поскольку существовал недостаток знаний в теории; в то время как большинство элементов хорошо подходило для определённых ячеек (мест) таблицы, редкоземельные металлы с их очень похожими свойствами все ещё оставались в неопределённом положении, служившим источником вдохновения для исследователей.

### После 1870-х
Исследования Карла Густава Мосандера (1797—1858) побудили многих химиков исследовать минералы, содержащие церий и иттрий. Однако прогресс протекал медленно до тех пор, пока ученые в конце 1870-х гг. не научились изучать химические свойства с помощью спектроскопии (помимо совершенствования техники отделения). В последующие года прогресс в изучении и открытии элементов проходил намного быстрее. Благодаря анализам спектров были открыты (или подтверждено существование) некоторые из представителей: тербий, иттербий, гольмий, тулий и самарий. С другой стороны, применение более чувствительной техники приводило и к ошибочным выводам: даже малое количество примеси в изучаемом препарате могло сильно изменить записанный спектр.
Жан Мариньяк достиг успеха, изолировав иттербиевую землю от иттриевой 22 октября 1878 г. следующим образом: из смеси тербия с иттрием исследователь выделил эрбиевый осадок и сделал вывод о его неоднородности на основании того, что оксид неизвестного элемента (иттербия) был, как и его соли, бесцветным, в отличие от оксида эрбия; тогда же исследователь сделал заключение о 3-валентном состоянии элемента и вычислил атомный вес — 172. Эту землю проверил Л. Нильсон и другие ученые, почти полностью убедившиеся в чистоте, однако некоторыми считалось, что в ней присутствовали примеси. Среди последних оказались Ж. Урбэн во Франции и К. Ауэр фон Вельсбах в Австрии (позднее оба независимо друг от друга открыли лютеций, в 1907 и 1908 гг. соответственно), к такому же выводу пришли: У. Крукс (анонсировал открытие нескольких элементов), спектроскописты Ф. Экснер и Э. Гашек (1899), а Э. А. Демарсе, изучая спектры, в 1900 г. обнаружил элемент «Θ» и сделал примечание о его вхождении в состав земли Мариньяка.
Минерал самарскит (открыт Г. Розе в 1839 г. и назван в честь русского горного инженера) обратил на себя большое внимание исследователей в 1878 г.; М. Делафонтен, изучая образцы минерала, обнаружил отличный спектр абсорбции дидима от изолированного из церита. Являясь потенциальным источником новых элементов, минерал был изучен П. Э. Лекоком де Буабодраном, который обнаружил необъяснимые линии в спектре, предполагающие наличие нового элемента. Позднее было доказано, что его можно отделить от дидима и деципия на основании различных химических свойств, и 16 июля 1879 г. исследователь сообщил об открытии самария, впервые выделенного из минерала.

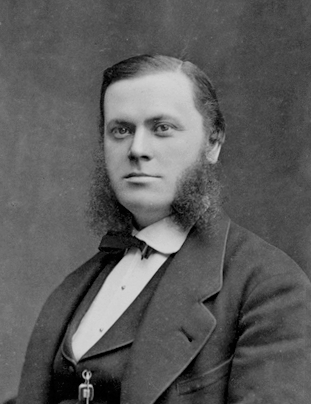
Пер Теодор Клеве

Пер Теодор Клеве в 1879 г., изучая эрбий, оставшийся после отделения от иттербия, пришёл к выводу о неоднородности фракции: записанный Р. Аленом спектр помог понять, что в нём находится примесь. Исследователь разделил субстанцию на три фракции: первая была похожа на иттрий, вторая — на иттербий и третья — на эрбий. Среди предполагаемых линий спектра эрбия, одна (линия) присутствовала только во фракции близкой к иттербию, но не сам иттербий; вторая аналогично — только во фракции близкой к иттрию, но не сам иттрий; обе линии очень слабо присутствовали в спектре эрбиевой фракции. Учёный понял, что открыл два новых элемента и незамедлительно дал им названия: тулий и гольмий. Тогда же Клеве сделал примечание о том, что разделение элементов было неокончательным. Как только это произошло, выяснилось, что годом раньше Ж.-Л. Соре обнаружил тот же самый спектр поглощения гольмия в образце эрбия, полученным от Ж. Мариньяка; исследователь обозначил его как элемент «X». Тогда же Лекок де Буабодран подтвердил исследования и Клеве, и Соре.

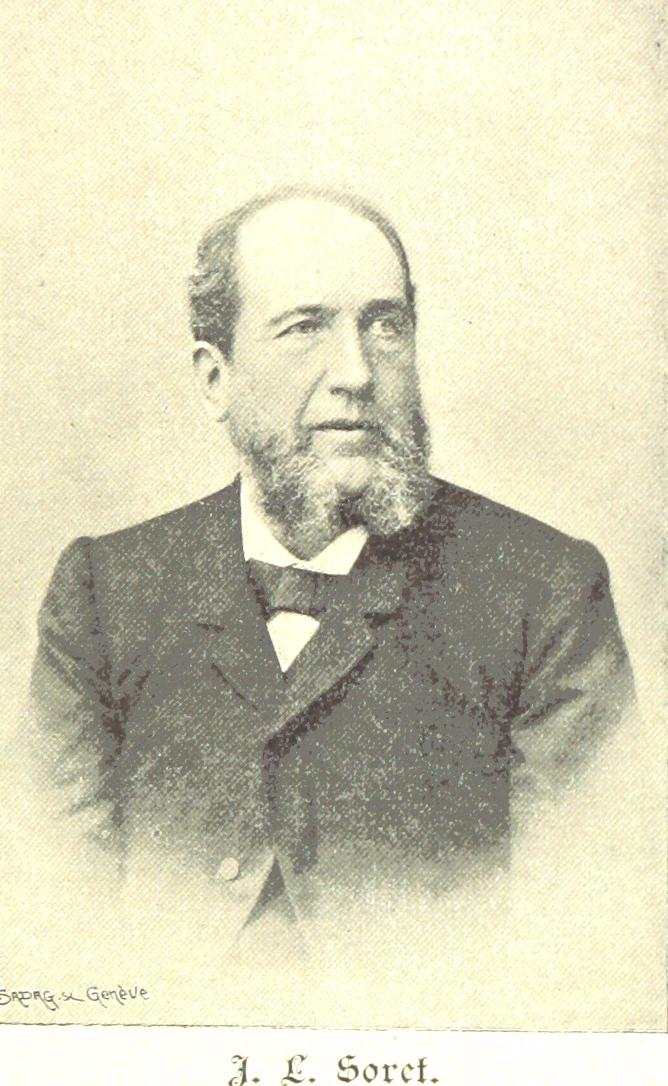
Жак-Луи Соре

Неуверенность в присутствии новых элементов привела к интенсивному изучению самария, в результате чего произошло открытие двух лантаноидов: гадолиния и европия. В 1880 г. Ж. Мариньяк принялся за изучение самарскита. Применяя фракционное осаждение и используя сульфат калия с последующим выделением оксалатов, были получены две потенциально новые земли: Yα и Yβ. Спектральный анализ Соре позволил предположить, что Yβ — самарий, а Yα не был похож ни на один из известных элементов, включая деципий. В 1881 г. Делафонте получил более чистый деципий, позволивший сделать вывод о его схожести с элементом Yα и присутствии ранее примеси самария.
П. Э. Лекок де Буабодран (с одобрения Мариньяка) в 1880 г. предложил назвать элемент гадолинием, однако неизвестно, назван ли был этот элемент в честь Юхана Гадолина или минерала, или в честь обоих; тем не менее, гадолиний является единственным лантаноидом, у которого название происходит из иврита: корень гадол («великий») был выбран в качестве фамилии отцом ученого и происходит от названия фермы в Финляндии (фин. Maunala), на которой он жил. В 1886 г. Мариньяк дал название элементу Yα — гадолиний.
Э. А. Демарсе в 1885 г. получил от П. Т. Клеве загрязнённые образцы самария и, подвергнув изучению линии спектров, усомнился в присутствии примесей. Данный вопрос оставался открытым на протяжении нескольких лет, и позднее даже Лекок де Буабодран и Демарсе сообщили об обнаружении примесей (в 1892 и 1893 гг.). Чистое соединение европия было получено Э. А. Демарсе в 1901 г. Немногим позднее Жорж Урбэн (1903 и 1904 гг.) сообщил о выделении европия из гадолиния, используя новый метод, где висмут являлся сепарирующим элементом.
В 1882 г. Б. Браунер сообщил (помимо Ж. Мариньяка в 1853, М. Делафонте в 1875 и П. Т. Клеве в 1882 гг.) о неоднородности дидима, пометив примесь записью Diγ, а годом позже подтвердил свои предположения. Спустя несколько лет, на протяжении которых К. Ауэр фон Вельсбах занимался отделением различных открытых лантаноидов, благодаря повторению более ста раз операций по фракционной кристаллизации (не осаждению) и анализу спектров, в 1885 г. были получены фракции празеодидима (зеленоватого цвета) и неодидима. Позднее их названия были укорочены до празеодима и неодима, а в 1890 г. открытие было независимо подтверждено А. Беттендорфом. Первым в относительно чистом металлическом виде в 1925 г. был получен неодим, в 1931 г. — празеодим.
Детальное изучения гольмия Лекоком де Буабодраном привело к открытию диспрозия в 1886 г. Новый элемент был назван так потому, что для его выделения потребовалось провести 32 утомительных операции по осаждению солей аммония и последующих 26 — по оксалатам; последующее изучение спектров и флуоресценции позволило открыть новый элемент. Открытие диспрозия было воспринято химиками без обычного для того времени неверия и споров; вплоть до 1950 г. металл (наравне с остальными РЗЭ) не мог быть получен в чистом виде до развития реакций ионного обмена и техники металлографического восстановления, разработанной во главе с Ф. Спеддингом.
К началу следующего века многие химики были убеждены в существовании следующих элементов: лантана, церия, празеодима, неодима, самария, гадолиния, тербия, диспрозия, гольмия, эрбия, тулия, иттербия.

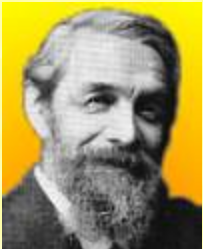
Жорж Урбэн

Долгий путь изучения и нахождения большинства лантанидов в природе был закончен благодаря исследованиям Ж. Урбэна, который в 1907 г. (спустя более века с начала открытия церия) в иттербии Ж. Мариньяком выявил наличие лютеция. На год позже и независимо от Урбэна, в 1908 г. этот элемент был открыт К. Ауэром фон Вельсбахом, прозвавшим элемент кассиопием. Названия лютеций и кассиопий параллельно использовались на протяжении нескольких десятилетий, причём последний был в ходу в Германии и Австрии до 1950-х гг.
Если спектральный анализ дал возможность выявлять отдельные РЗЭ в разных породах, делать вывод о степени их чистоты, то он ничего не мог подсказать о начальной распространённости лантанидов, предвидеть существование новых элементов. На последний вопрос ответ был дан после исследования рентгеновских спектров РЗЭ. Так, с помощью закона Мозли было установлено, что лантан имеет порядковый номер 57, самый тяжёлый элемент из семейства лантаноидов — 71. После рентгеноспектрального установления порядковых номеров всех известных лантаноидов было обнаружено, что среди них нет элемента с номером 61. Группа итальянских ученых из Флорентийского университета заявила об открытии флоре́нтия в 1924 г. Похожее сообщение об открытии илли́ния (в честь штата Иллинойс), прозвучавшее двумя годами позднее, также являлось преждевременным.
Начались поиски данного элемента. Пятьдесят образцов лантаноидных минералов были подвергнуты тщательному исследованию в оптической и рентгеновской областях спектра — 61-го элемента не нашли. Немецкий химик Л. Прандтль предположил, что этого элемента либо не существует, либо его нахождение в природе так же мало, как и у технеция. Однако немецкая исследовательница И. Ноддак, которая была известна поисками элементов-аналогов марганца и особенно рения, выдвинула гипотезу о нестабильности атомов 61-го элемента, то есть о его радиоактивности: основанием для такой гипотезы являлось то, что 62-й элемент — самарий — имеет слабое радиоактивное излучение, и гипотеза подтвердилась. Атомы 61-го элемента были добыты благодаря ядерным реакциям: в 1945 г. американские исследователи Дж. Маринский, Л. Гленденин и Ч. Кориелл получили 61-й элемент (в виде нуклида 147Pm) и химически идентифицировали два изотопа, используя ионообменную хроматографию. В 1947 г. были анонсированы его химические свойства для доказательства открытия, а годом позже дано название.

#### Тенденции в изучении
В 1937 г. В. Клемм и Г. Боммер подготовили РЗЭ в таком виде, который позволил им описать несколько из свойств металлов: описать их кристаллические структуры, магнитную восприимчивость, плотности, а также подтвердить данные Виктора Гольдшмидта от 1925 г. о лантаноидном сжатии (нем. die Lanthaniden-Kontraktion) при увеличении порядкового номера. Работа позволила сделать вывод о том, что элементы не так уж и сильно похожи друг на друга, судя по их свойствам, как в основном считалось ранее: были описаны дивалентные состояния у Eu и Yb, а валентность Ce оказалась больше 3+. Различия постепенно усиливались при их дальнейшем изучении.
С середины XX века различные вопросы, касающиеся систематики лантаноидов, Sc и Y, были предметом множества опубликованных работ, что привело, в общем и целом, к более глубокому пониманию химической, металлургической и физической природы 17 элементов. Во время Второй мировой войны и в последующие годы была значительно изучена и расширена техника разделения РЗЭ с помощью ионообменных смол Ф. Спеддингом. Сотни килограмм чистых оксидов элементов удалось разделить и наработать в Лаборатории Эймса. Параллельно этому, редкоземельные металлы становились понемногу доступными для применения и изучения их свойств. После 1957 г., в котором промышленность начала получение соединений высокой чистоты, цены на некоторые из них (от Eu до Lu) упали в среднем в 282 раза.
Изучение основных физических свойств, в частности магнетизма в металлах, сплавах и соединениях, являлось объектом интенсивного изучения со стороны ученых на протяжении нескольких десятилетий. В 1960-х — начало 1970-х гг. основное внимание сфокусировалось на «тяжелых» лантаноидах; «легкие» же привлекли своё внимание в 1970-х гг., когда стали доступными в виде кристаллов. В те же годы начали появляться работы, связанные с влиянием металлов на организм человека: радиоактивный 144Ce был найден в костях животных и моллюсках, а также в лёгких и лимфоузлах людей, вдыхавших радиоактивные аэрозоли. В середине 1980-х гг. внимание ученых привлекли их антикоррозионные свойства: были опубликованы работы, в которых описывалось положительное влияние хлоридов РЗЭ на ингибирование коррозии некоторых металлов (например, алюминия) в хлор-содержащих электролитах.

Количество научных публикаций, затрагивающих редкоземельные элементы

Начиная с Манхэттенского проекта, США были центром по исследованию РЗЭ и связанных с ними технологий. В начале 1980-х гг. центр «силы» переместился в Японию из-за стремительного прогресса в электронике и автомобильной промышленности в стране, а в настоящее время — перемещается в Китай, возможно, благодаря тем же причинам (включая выгодное географическое расположение).
Общее количество научных работ, зарегистрированных в Химической реферативной службе (англ. Chemical Abstracts Service), в 1990 г. составило приблизительно 490 000, из которых затрагивали тему изучения РЗЭ 18 000; в 2007 г. общее количество приблизилось к 1 000 000, из которых примерно 3 % касалось РЗЭ. Больше всего материалов публиковалось на темы, связанные с оксидами группы (до 5000 статей, 2008 г.), далее — спектроскопией (более 1400 статей, 2008 г.), магнетизмом (до 1400, 2006 г.), магнитами (так же), катализом и катализаторами (до 1400, 2008 г.).

## Нахождение в природе
| Важнейшие минералы редкоземельных элементов | Важнейшие минералы редкоземельных элементов                           | Важнейшие минералы редкоземельных элементов | Важнейшие минералы редкоземельных элементов |
| ------------------------------------------- | --------------------------------------------------------------------- | ------------------------------------------- | ------------------------------------------- |
| Название                                    | Состав минерала                                                       | Содержание элементов цериевой группы, %     | Содержание элементов иттриевой группы, %    |
| Монацит                                     | Ортофосфаты РЗЭ и тория (Ln, Th) PO4                                  | 42—70                                       | 0,5—5                                       |
| Бастнезит                                   | Фторокарбонаты РЗЭ (Ce, La) CO3F                                      | 73—76                                       | 0,0—0,1                                     |
| Лопарит                                     | Титанониобаты РЗЭ, кальция                                            | 30,7—34                                     | 0,0—0,5                                     |
| Церит                                       | Силикаты РЗЭ                                                          | 59,4—70                                     | —                                           |
| Эвксенит                                    | Титанониобаты РЗЭ, кальция (Y, Ca, Ce,) (Nb, Ta, Ti)2O6               | 0,2—4,3                                     | 18,2—28,1                                   |
| Ксенотим                                    | Ортофосфаты РЗЭ YPO4                                                  | 0,3—5                                       | 52—63                                       |
| Гадолинит                                   | Силикаты РЗЭ, железа, бериллия                                        | 2,9—7,9                                     | 31—46,6                                     |
| Самарскит                                   | Танталониобат иттрия, эрбия и др.                                     | 0,3—1,7                                     | 9,1—38                                      |
| Фергюсонит                                  | Смесь танталониобатов, титанониобатов самария, иттрия, эрбия и железа | 0,9—6,2                                     | 31,2—42,3                                   |
| Пирохлор                                    | (Na, Ca, Ce, Y, Th, U)2 (Nb, Ta, Ti, Fe)2O6 (OH, F)                   | 0,78—7,5                                    | 0,1—0,6                                     |

Лантаноиды достаточно широко распространены в природе. Их распространение в земной коре составляет 0,015 %. Их общая концентрация приближается по значениям распространённости меди, свинца, цинка, олова, золота, мышьяка, которые не относятся к редким в природе элементам. На земле нет таких горных пород, в которых не было хотя бы мизерной примеси церия, лантана, празеодима, иттрия и т. п. Лантаниды содержатся в апатитах, баритах, гранитах, базальтах, пироксенитах, андезитах, глинах, в морской воде и т. д. Кроме того, их присутствие выявлено также в каменном угле, нефти, в разных грунтах, животных и растениях.
Тем не менее, лантаноиды все же довольно рассеянные элементы и не часто находятся в минералах, которые легко перерабатываются. Только некоторые страны (Индия, ЮАР) обладают достаточным количеством месторождений для получения концентратов, однако более 95 % всех месторождений расположено в Китае. Парадоксально, но из-за увеличения их роли в сельском хозяйстве и промышленности, выросло и их негативное влияние на окружающую среду.

В природе есть и более концентрированные скопления РЗЭ. Ещё в первой половине XIX века был выявлен ряд минералов, которые содержат в себе лантаниды. Содержание данной группы элементов в минералах приближается к 250 видам. Минералов, в которых РЗЭ составляют 5—8 % от массы, примерно 60—65 видов. Больше всего минералов содержат в себе церий и близких к нему элементов (цериевые металлы). Намного меньше известно минералов, содержащих в себе иттрий и тяжёлые лантаноиды.
Концентрация «легких» лантаноидов обычно выше, чем «тяжелых»: большинство месторождений элементов в своём составе имеют от 80 до 99 % соединений лантана, церия, празеодима и неодима. Металлы могут быть добыты в виде их оксидов или в чистом виде (мишметалл) с последующей сепарацией. Только лантан, церий, празеодим и иттрий добываются отдельно и составляют около четверти от общего производства.

### Месторождения
Процентное отношение мировых ресурсов РЗЭ по странам:
 Китай (43 %) Россия (10 %) Австралия (10 %) Канада (8 %) Бразилия (8 %) Гренландия (6 %) США (3 %) Вьетнам (2 %) ЮАР (2 %) Габон (2 %) Другие (6 %)
Богатые месторождения лантаноидов (редкоземельных элементов) находятся в Индии; монацитовый песок залегает на береговых пляжах Траванкори, в Бразилии, Австралии, США, в Африке, в Скандинавии и др. В Европе минералы РЗЭ располагаются на Кольском полуострове, Урале, Украине, в Азии — в Казахстане, Сибири.
В июне 2011 г. исследователями из Японии были обнаружены обширные залежи металлов — лантаноидов и иттрия — на дне Тихого океана. В международных водах на 78 участках, находившихся на глубине от 3,5 до 6 км, было проведено изъятие залежей ила со дна. По предположительным оценкам ученых, общий объём металлсодержащих осадков на дне океана составляет приблизительно более 110 млн т. Исследованные места были выбраны таким образом, чтобы покрывать большую часть поверхности дна. Наиболее богатые на соединения (в основном это металлсодержащие осадки, цеолитовая глина, красная глина) участки располагаются от центральной (приблизительно 13°30′ с. ш. 175°00′ з. д.) до юго-восточной (15° ю. ш. 145° з. д.) областей океана. Тем не менее, до тех пор, пока глубина в 4—5 км, на которой расположено большинство богатого на оксиды РЗЭ ила, будет сильно влиять на экономическую и технологическую целесообразность добычи, залежи будут лишь оставаться весьма перспективным ресурсом для добычи.
Основными рудами, из которых добываются редкоземельные металлы, являются бастнезит, монацит, ксенотим и ионно-абсорбционные глины.
| Элементный состав некоторых месторождений металлов (в %) | Элементный состав некоторых месторождений металлов (в %) | Элементный состав некоторых месторождений металлов (в %) | Элементный состав некоторых месторождений металлов (в %) | Элементный состав некоторых месторождений металлов (в %) | Элементный состав некоторых месторождений металлов (в %) | Элементный состав некоторых месторождений металлов (в %) | Элементный состав некоторых месторождений металлов (в %) |
| -------------------------------------------------------- | -------------------------------------------------------- | -------------------------------------------------------- | -------------------------------------------------------- | -------------------------------------------------------- | -------------------------------------------------------- | -------------------------------------------------------- | -------------------------------------------------------- |
|                                                          | Маунт-Уэлд (CLD) (Австралия)                             | Маунт-Уэлд (Duncan) (Австралия)                          | Маунтин-Пасс (США)                                       | Баян-Обо (Китай)                                         | Гуандун (Китай)                                          | Сюньу (Китай)                                            | Луннань (Китай)                                          |
| Минерал                                                  | Вторичный монацит                                        | Черчит                                                   | Бастнезит                                                | Бастнезит                                                | Ксенотим                                                 | Латерит                                                  | Латерит                                                  |
| Лантан                                                   | 25,57                                                    | 23,93                                                    | 33,2                                                     | 23                                                       | 1,2                                                      | 43,4                                                     | 1,82                                                     |
| Церий                                                    | 46,9                                                     | 39,42                                                    | 49,1                                                     | 50                                                       | 3                                                        | 2,4                                                      | 0,4                                                      |
| Празеодим                                                | 4,92                                                     | 4,85                                                     | 4,34                                                     | 6,2                                                      | 0,6                                                      | 9                                                        | 0,7                                                      |
| Неодим                                                   | 16,87                                                    | 18,08                                                    | 12                                                       | 18,5                                                     | 3,5                                                      | 31,7                                                     | 3                                                        |
| Самарий                                                  | 2,29                                                     | 2,87                                                     | 0,8                                                      | 0,8                                                      | 2,2                                                      | 3,9                                                      | 2,8                                                      |
| Европий                                                  | 0,49                                                     | 0,77                                                     | 0,1                                                      | 0,2                                                      | 0,2                                                      | 0,5                                                      | 0,1                                                      |
| Гадолиний                                                | 1,33                                                     | 2,15                                                     | 0,2                                                      | 0,7                                                      | 5                                                        | 3                                                        | 6,9                                                      |
| Тербий                                                   | 0,13                                                     | 0,29                                                     | —                                                        | 0,1                                                      | 1,2                                                      | —                                                        | 1,3                                                      |
| Диспрозий                                                | 0,31                                                     | 1,36                                                     | —                                                        | 0,1                                                      | 9,1                                                      | —                                                        | 6,7                                                      |
| Гольмий                                                  | 0,04                                                     | 0,21                                                     | —                                                        | —                                                        | 2,6                                                      | —                                                        | 1,6                                                      |
| Эрбий                                                    | 0,113                                                    | 0,46                                                     | —                                                        | —                                                        | 5,6                                                      | —                                                        | 4,9                                                      |
| Тулий                                                    | 0,01                                                     | 0,04                                                     | —                                                        | —                                                        | 1,3                                                      | —                                                        | 0,7                                                      |
| Иттербий                                                 | 0,05                                                     | 0,2                                                      | —                                                        | —                                                        | 6                                                        | 0,3                                                      | 2,5                                                      |
| Лютеций                                                  | 0,02                                                     | 0,03                                                     | —                                                        | —                                                        | 1,8                                                      | 0,1                                                      | 0,4                                                      |

#### Китай
В Китае находятся три основных района добычи полезных ископаемых: в Баотоу, Сычуане и Цзянси — на них приходится 88 % всех месторождений страны. В Баян-Обо (Баотоу, Внутренняя Монголия), сконцентрировано приблизительно 83 % месторождений Китая, в провинции Шаньдун — 8 %, в провинции Сычуань — 3 % (в данных провинциях расположены месторождения лёгких лантаноидов); в провинции Цзянси, расположенной на юге Китая, находится 3 % месторождений тяжёлых лантаноидов.
Распространенность элементов в бастназите и монаците из Баян-Обо схожа: 26 % приходится на La2O3, 50 % — Ce2O3, 5 % — Pr2O3, 16 % — Nd2O3, 1 % Sm2O3 (другие — менее 1 %). В провинции Сычуань разрабатывается бастнезит со следующим составом: 37 % — La2O3, 47 % — Ce2O3, 4 % — Pr2O3, 10 % — Nd2O3 (другие — менее 1 %). На юго-востоке Китая известно о наличии латеритовой глины, содержащей РЗЭ; в нескольких провинциях, расположенных вокруг Цзянси, разрабатываются ион-абсорбирующие глины, которые показывают довольно различный состав: 2—30 % — La2O3, 1—7 % — Ce2O3 и Pr2O3, 3—30 % — Nd2O3, 2—7 % — Dy2O3. Именно благодаря последним достигается мировое обеспечение металлами иттриевой группы; они же обычно и легче добываются из таких глин прямо на месте — этот процесс намного менее энергозатратен, чем добыча из твердых пород.
Другие разведанные места в провинциях Юньнань, Гуйчжоу и Сычуань включают в себя базальтовую кору выветривания, являющуюся объектом дальнейших исследований потенциальных месторождений.
Уровень добычи Китаем редкоземельных элементов в настоящее время составляет от 80 % и более от общемирового уровня.

### Экономические аспекты
| Оксид металла | Чистота, % | Стоимость, долл США/кг | Стоимость, долл США/кг |
| Оксид металла | Чистота, % | 2009 г.                | 2011 г.                |
| Лантан        | 99,99      | 30                     | 100                    |
| Церий         | 96—99,50   | 30                     | 100                    |
| Празеодим     | 96         | 38                     | 225                    |
| Неодим        | 95         | 42                     | 270                    |
| Самарий       | 99,90      | 130                    | 118                    |
| Европий       | 99,99      | 1 600                  | 3 300                  |
| Гадолиний     | 99,99      | 150                    | 239                    |
| Тербий        | 99,99      | 900                    | 2 750                  |
| Диспрозий     | 99         | 170                    | 1 600                  |
| Гольмий       | 99,90      | 750                    | —                      |
| Эрбий         | 96         | 100                    | 255                    |
| Тулий         | 99,90      | 1 500                  | —                      |
| Иттербий      | 99         | 325                    | 450                    |
| Лютеций       | 99,99      | 1 800                  | 4 000                  |

Диаграмма, показывающая мировое производство РЗЭ, а также их экспорт, добычу и потребление в Китае

Спрос на РЗЭ вырос за последние 35 лет с 30 000 т (1980-е гг.) до около 120 000 т (2010 г.), что выше показателя производства соединений металлов в 2011 г. — 112 000 т. Потребление редкоземельных металлов в 2014 г. составило 120 148 т. Проведённые исследования позволили спрогнозировать, что совокупный годовой темп роста (от англ. Compound Annual Growth Rate) спроса c 2014 по 2020 гг. будет составлять 3,9 % (со 120 148 т до 150 766 т) в основном благодаря сильному спросу на оксиды неодима, празеодима и диспрозия (среди остальных РЗЭ).
Китаем в 2010 г. были наложены серьёзные квоты: уменьшение объёма экспорта металлов составило почти 70 %, что отразилось пиковым ростом (2011) и падением (2012) цен, и как результат — мировая цена на La с 2009 по 2012 гг. выросла в 5 раз, на Sm и Tb — в 5,8, на Er — 6,3, на Ce и Pr — в 9, на Nd — в 11 и на Dy — в 12,4. После этого события было положено начало множеству проектов по разработке мест добычи металлов в различных странах, а также изучению (возможных) новых, что привело к возрастанию ресурсов за пределами страны более чем в 7 раз — с 13,4 (2010) до 100,2 млн т (2015).

Экспорт и импорт редкоземельных металлов первыми пятью странами-лидерами (нетто-вес) с 2009 по 2015 гг.

По некоторым предположениям, в настоящее время рост цен может быть также вызван дисбалансом между спросом на отдельные редкоземельные металлы и их количественным содержанием в рудах.
Помимо поиска мест добычи, публикуются обзоры:
- возможности переработки и выделения металлов из первичных источников (например, благодаря гидрометаллургии)[138];
  - из вторичных источников — отходов[139][140][141][142][143], например: из жестких дисков[144][145][146][147], люминесцентных ламп[148][149], NiMH аккумуляторов, составивших 8 % мирового потребления РЗЭ в 2010 г.[150][151], отработавших моторов электрических или гибридных автомобилей[152];
- вовсе отказа от их использования (при разработке двигателей для FEV- или HEV-автомобилей[153][154]). Тем не менее, отказаться от использования лантаноидов в пользу более дешевых элементов-заменителей или их соединений сложно: для большинства видов применения Eu, Dy, Tm, Yb и La найти замену данным элементам с относительно удовлетворительными характеристиками это невозможно или очень сложно; из всех лантаноидов найти замену проще для Sm, Pr и Nd[155][К 17].

Последние данные показывают, что уровень переработки РЗЭ составляет менее 1 % (2011 г.) или 1—2 % (2013 г.) по показателю EOL-RR (англ. end-of-life recycling rate — процент от количества металла, идущего на переработку, в отработавшем товаре).
Мнение о критически важном значении данных металлов для высоких технологий опубликовано Геологической службой США в 2002 г. Европейская комиссия в 2010 году также признала группу критическими важными  и обладающими средней важностью для экономики, а Институт энергии и транспорта, входящий в Центр совместных исследований, из-за рыночного риска и политических факторов выделил из них неодим и диспрозий. В 2014 г. ЮНКТАД выпустил специальный доклад, в котором говорится о высокой степени зависимости от производства в Китае и важности элементов для оборонительных систем. Многими экспертами[какими?] элементы признаются четвёртыми по важности после нефти, воды и железной руды, а иногда называются «витаминами» («промышленными витаминами», «витаминами для металлов»): добавление даже малых количеств может значительно усилить полезные свойства конечного продукта.

Структура потребления РЗЭ Китаем (1988—2008 гг.)

На примере Китая — страны, бывшей одновременно наибольшим производителем, потребителем и экспортёром РЗЭ, — можно сделать вывод о значительном изменении структуры потребления металлов за 20-летний период с 1988 по 2008 гг. Так, если в 1988 г. более половины (56 %) потребления приходилось на металлургическую промышленность и машинное оборудование, то в 1998 г. уже менее трети (30 %), а в 2008 г. — 15 %. Напротив, производство магнитов, люминофоров, полировальных порошков и т. д. в 1988 г. составляло менее 1 %, однако уже через 10 лет — 18 %, а в 2008 г. — 52 %. На другие сферы потребления — химическую, нефтяную, текстильную, светотехническую промышленности, сельское хозяйство, для производства стёкол, линз, керамических материалов — приходится до 56 % за каждый отдельный год промежутка. Ожидается значительное увеличение потребления металлов Китаем в будущем из-за увеличения числа иностранных компаний, переносящих своё производство и имеющих возможность купить их дешевле внутри страны, что позволяет уменьшить стоимость изготовления конечного продукта и является одной из основных стратегий страны, желающей удерживать контроль за промышленностью.

## Свойства

### Физические свойства
| Химический элемент                                 | La                | Ce        | Pr       | Nd        | Pm    | Sm       | Eu     | Gd                  | Tb          | Dy     | Ho     | Er     | Tm     | Yb      | Lu      |
| -------------------------------------------------- | ----------------- | --------- | -------- | --------- | ----- | -------- | ------ | ------------------- | ----------- | ------ | ------ | ------ | ------ | ------- | ------- |
| Зарядовое число                                    | 57                | 58        | 59       | 60        | 61    | 62       | 63     | 64                  | 65          | 66     | 67     | 68     | 69     | 70      | 71      |
| Изображение                                        |                   |           |          |           | —     |          |        |                     |             |        |        |        |        |         |         |
| Плотность, г/см³                                   | 6,162             | 6,77      | 6,77     | 7,01      | 7,26  | 7,52     | 5,244  | 7,9                 | 8,23        | 8,54   | 8,79   | 9,066  | 9,32   | 6,90    | 9,841   |
| Температура плавления, °C                          | 920               | 795       | 935      | 1024      | 1042  | 1072     | 826    | 1312                | 1356        | 1407   | 1461   | 1529   | 1545   | 824     | 1652    |
| Температура кипения, °C                            | 3464              | 3443      | 3520     | 3074      | 3000  | 1794     | 1529   | 3273                | 3230        | 2567   | 2720   | 2868   | 1950   | 1196    | 3402    |
| Электронная конфигурация                           | 5d1               | 4f15d1    | 4f3      | 4f4       | 4f5   | 4f6      | 4f7    | 4f75d1              | 4f9         | 4f10   | 4f11   | 4f12   | 4f13   | 4f14    | 4f145d1 |
| Металлическая решетка                              | ДГПУ              | ГЦК       | ДГПУ     | ДГПУ      | ДГПУ  | Р        | ОЦК    | ГПУ                 | ГПУ         | ГПУ    | ГПУ    | ГПУ    | ГПУ    | ГПУ     | ГПУ     |
| Металлический радиус, пм                           | 162               | 181.8     | 182,4    | 181,4     | 183,4 | 180,4    | 208,4  | 180,4               | 177,3       | 178,1  | 176,2  | 176,1  | 175,9  | 193,3   | 173,8   |
| Удельное сопротивление (при 25 °C), мкОм·см        | 57—80 (при 20 °C) | 73        | 68       | 64        | —     | 88       | 90     | 134                 | 114         | 57     | 87     | 87     | 79     | 29      | 79      |
| Магнитная восприимчивость, χмоль /10−6(см3·моль−1) | +95.9             | +2500 (β) | +5530(α) | +5930 (α) | —     | +1278(α) | +30900 | +185000 (при 350 K) | +170000 (α) | +98000 | +72900 | +48000 | +24700 | +67 (β) | +183    |

Известно, что атомы лантаноидов имеют следующие электронные конфигурации [Xe] 4fn6s2 и [Xe] 4fn−15d16s2 (где n — число от 1 до 14). У лантана ([Xe] 5d16s2) f-электронов нет, у церия один ([Xe] 4f15d16s2), у празеодима — 3. Далее с увеличением порядкового номера количество f-электронов постепенно увеличивается с половинным заполнением 4f-уровня у гадолиния (4f75d16s2) и полным его завершением у лютеция (4f145d16s2).

Основные состояния внешних электронных оболочек атомов и ионов

У лантана, гадолиния и лютеция валентными являются 5d16s2-электроны, поэтому эти элементы в соединениях бывают исключительно трёхвалентными. У других лантаноидов валентные связи создаются с участием 4f-электронов. Однако для них также свойственна валентность 3. Учитывая стабильность 4f0-, 4f7- и 4f14-конфигураций, элементы Eu ([Xe] 4f76s2) и Yb ([Xe] 4f146s2) могут проявлять валентность 2, а Ce ([Xe] 4f15d16s2) и Tb ([Xe] 4f96s2) даже 4.
Первые потенциалы ионизации лантаноидов и вместе с ними РЗЭ малы: 5,61 (La)—5,64 эв (Sc). Вторые и третьи потенциалы тоже не очень высоки. К тому же дополнительная ионизация одного- или двухзарядных ионов легко осуществляется, потому что необходимая для этого энергия получается как выигрыш в энергии при формировании кристаллической решётки или гидратов меньших R3+. Отсюда, лантаниды легко образовывают ионы R3+. Поэтому и связи, созданные ими с другими элементами, имеют высокий процент ионности.
Все ионы лантаноидов Ln3+, за исключением La3+ и Lu3+, имеют неспаренные 4f-электроны. Это указывает на их парамагнетизм и характерные особенности ионных спектров. Поскольку внешние 5s2- и 5p6-подоболочки очень заметно экранируют 4f-орбитали, то 4fn-электроны практически не изменяются во всех их соединениях.
Лантаниды характеризуются серебристым цветом, ковкостью, низкой твёрдостью и средними температурами плавления, разброс в значениях которых составляет от 804 °C (церий) до 1700 °C (лютеций). Исходя из значений плотности лантаниды можно разделить на две группы: лёгкие и тяжёлые. К первой группе относятся лантан, церий, празеодим, неодим, самарий, европий и гадолиний. Плотность этих металлов ниже 8 г/см³. Остальные элементы составляют вторую группу, в которых плотность, исключая иттербий, лежит в промежутке между 8,272 (тербий) и 9,482 г/см³ (лютеций).
Для металлических лантаноидов свойственна парамагнитность. Парамагнитными являются и большинство трёхзарядных лантаноид-ионов. Некоторые из металлов-лантаноидов, кроме церия, сохраняют свои парамагнитные свойства даже при очень низких температурах (температура жидкого азота), другие — заметно изменяют свой парамагнетизм со сменой температуры.
Лантан и лантаноиды проводят тепло и электрический ток. Лучшей электропроводностью обладает иттербий, хуже — иттрий, лантан, церий, празеодим и неодим. Хуже всех проводят электричество гадолиний и тербий. Отсюда следует, что смена электропроводности с увеличением порядкового номера возрастает неравномерно. И из-за этого свойства лантаниды и делятся на две группы.
Ещё более неравномерным изменением характеризуется атомный объем лантаноидов. Зависимость атомного объёма или радиусов атомов лантаноидов от порядковых номеров имеет характер ломанной линии с пиками в начале, середине и в конце. Таким образом, смена физических свойств металлов-лантаноидов уже указывает на вторичную периодичность в этом семействе и разделение их на две группы: цериевую и иттриевую.
Важной физической особенностью лантанидов является их способность к поглощению тепловых нейтронов. В этом отношении особенно отличаются гадолиний, самарий, европий, диспрозий. К примеру, для церия поперечное сечение захвата тепловых нейтронов равно 0,73 барн, в то время как для гадолиния данное значение приравнивается к 46000. Кроме церия, плохо поглощают нейтроны иттрий (1,3 барн) и лантан (9,3 барн).
В атоме лантаноидов заполняется глубоко лежащий четвёртый слой 4f14. Поэтому лантаноидов может быть только 14. Поскольку по мере увеличения заряда ядра структура двух внешних электронных оболочек не меняется, все лантаноиды имеют сходные химические свойства.
В природе лантаноиды сопутствуют друг другу. Выделение отдельных элементов химическими способами является очень трудной задачей ввиду большого сходства их свойств.

#### Полиморфизм
Для лантана и лантанидов полиморфизм характерен, так же как и для актиноидов. Так, лантан имеет три модификации (α-, β- и γ-лантан), церий — четыре (α-, β-, γ- и δ-церий).
При нормальных условиях для лантаноидов характерна гексагональная решётка (за исключением церия).

### Химические свойства

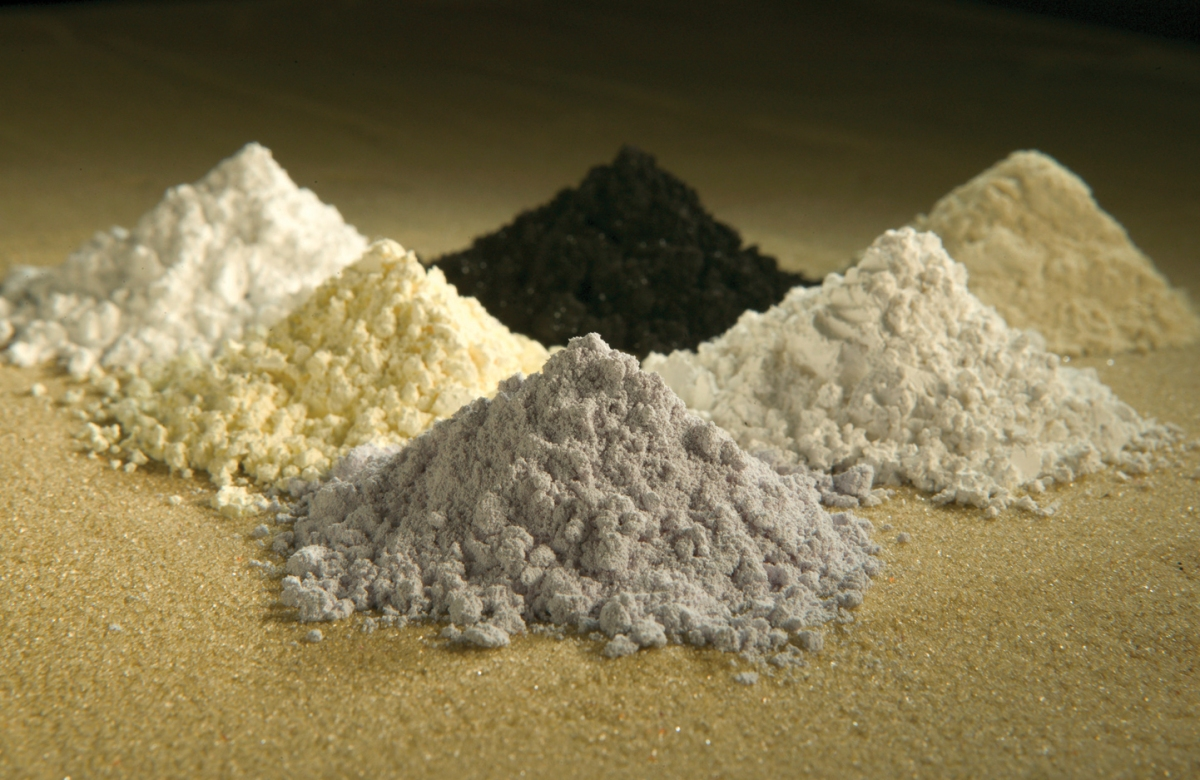
Оксиды (по часовой стрелке, от центрального верхнего) празеодима, церия, лантана, неодима, самария, гадолиния

Лантаноиды химически активны, они образуют прочные оксиды, галогениды, сульфиды, реагируют с водородом, углеродом, азотом, фосфором. Разлагают воду, растворяются в соляной, серной и азотной кислотах. В плавиковой и фосфорной кислотах лантаноиды устойчивы, так как покрываются защитными плёнками малорастворимых солей — фторидов и фосфатов.
С рядом органических соединений лантаноиды образуют комплексные соединения. Важное значение для разделения лантаноидов имеют комплексы с лимонной и этилендиаминтетрауксусной кислотой.
Первые образцы кристаллографически характеризуемых комплексных соединений ионов Tb2+, Pr2+, Gd2+, Lu2+ показали, что ионы всех Ln2+ (кроме, возможно, прометия) могут быть получены в растворах.
Для определения содержания лантаноидов в растворе может применяться кальцеиновый голубой.

#### Бинарные соединения

##### Оксиды и гидроксиды

Оксиды и хлориды лантаноидов. Порошки — оксиды; слитки — хлориды лантаноидов

Монооксиды LnO (где Ln = La, Ce, Pr, Nd, Sm, Eu, Tb, Ho, Er, Yb) являются механически стабильными, обладают хорошим сопротивлением к пластичной деформации и имеют металлический характер связи. Высокие значения модуля Юнга, по сравнению с модулем объемного сжатия и модулем сдвига, показывают, что монооксиды La, Ce, Nd, Sm, Eu, Ho, Er и Yb являются более жесткими по своему характеру, чем TbO; коэффициент Пуассона между всеми вышеуказанными монооксидами находится в промежутке от 0,23 до 0,409, что указывает на их устойчивость к внешней деформации. Благодаря расчётам распределения плотности электронного заряда по плоскости (100) в соединениях были подтверждены данные о ковалентной природе связи в LaO, SmO, EuO, ErO, HoO и ионной в CeO, PrO, NdO, TbO и YbO.

##### Галогениды
Иодид самария(II), применяющийся в органической химии в качестве одного из самых важных восстановителей в органическом синтезе, можно получить, например, высокотемпературным разложением его трииодида или реакцией порошка самария с дииодоэтаном в безводном ТГФ в лабораторных условиях. Соединения диспрозия(II) и тулия(II) являются более сильными восстановителями в органическом синтезе, чем соединения самария(II).
Благодаря проведённым расчётам были получены экспериментальные данные о свойствах в соединениях LnX4 (Ln = Ce, Pr, Tb; X = F, Cl, Br, I), в которых 4f- и np-уровни (у лантаноидов и галогенидов соответственно) значительно накладываются друг на друга. Вклад 4f-уровня в связь Ln—X у тетрагалогенидов примерно на треть больше, чем у тригалогенидов (LnX3).

#### Металлоорганические соединения
Обзоры в области синтеза металлоорганических соединений металлов группы публикуются на ежегодной основе.

#### Эффекты в 4f-подуровне
Схожесть химических свойств лантаноидов является следствием особенностей их атомной структуры: они имеют одинаковое количество и тип валентных электронов в последнем шестом слое, несмотря на увеличение атомного числа. Эти валентные электроны, компенсируя увеличенный позитивный заряд в ядре, заполняют частично занятый 4f-подуровень. А поскольку он остается незаполненным, лантаноиды имеют похожие химические свойства.
Из-за увеличивающихся сил притяжения между позитивным зарядом в ядре и негативным в 4f-подуровне лантаноиды имеют тенденцию к потере трёх электронов (образуя LnIII) и уменьшению их атомного радиуса. Но существуют и исключения, когда определённые ионы элементов принимают «необычные» ионные состояния, например: в осно́вной среде европий может взять электрон и принять 2-валентное состояние (Eu2+), а в кислой церий может потерять его и стать 4-валентным (Ce4+).
Уникальные спектроскопические свойства атомов группы объясняются радиальным увеличением 4f-орбитали, которое в свою очередь меньше увеличения заполненных 5s2 и 5p6 подуровней. Данное свойство наделяет элементы особенным вниманием со стороны исследователей в области фотоники, в частности в вопросах генерации света, его усиления и преобразования.

### Лантан и лютеций, лантаноиды и актиноиды
Первым, кто подтвердил факт того, что лантаноидов должно быть именно 15, был Генри Мозли в 1914 г. К лантаноидам принято относить именно 15 элементов, однако даже в настоящее время не существует общего соглашения относительно положения лантана, то есть образуют ли эту группу элементы от лантана до лютеция или от церия до лютеция. В декабре 2015 г. ИЮПАК создал проект по изучению данного вопроса. В научной статье Пекка Пюуккё, финского профессора химии Хельсинкского университета, высказывается мнение о трёх различных выходах для расположения f-элементов в периодической таблице:
- первый предполагает ряд из 14 элементов, от La до Yb и от Ac до No; Lu и Lr помещаются в подгруппу скандия;
- второй так же — 14 элементов, только от Ce до Lu и от Th до Lr, а La и Ac помещаются в подгруппу скандия;
- третий предполагает включение 15 элементов (La—Lu, Ac—Th), поскольку большинство элементов III-валентны, а их ионный и ковалентный радиусы образуют непрерывный ряд.

Похожие споры порождает вопрос о положении семейства в периодической таблице: для ответа на него было предложено несколько различных представлений о периодической классификации, в которых смешивались элементы d- и f-блока. По поводу большинства открытых к 1906 г. лантаноидов, не умещающихся в таблице, Д. И. Менделеев написал следующее:

Тут мое личное мнение ещё ни на чём определённом не остановилось, и тут я вижу одну из труднейших задач, представляемых периодической законностью.

### Биохимические свойства
Фармакологические свойства лантаноидов таковы, что их содержание в организме снижает кровяное давление, уровень холестерина и глюкозы, уменьшает аппетит, препятствует свертыванию крови и предотвращает атеросклероз у подопытных животных. Потенциальное преимущество использования веществ в медицине с такими фармакологическими свойствами не оставит их в стороне от исследователей. Некоторые комплексы лантаноидов оказывают противовоспалительное воздействие; например, флогодин (англ. phlogodyn) довольно широко применяется в Венгрии.
Лантаноиды оказывают различное физиологическое воздействие на растения и животных и в основном считаются низкотоксичными. Только в последнее время изучение сфокусировалось на экологических аспектах влияния и их потенциально вредном воздействии на качество жизни.
Существует гипотеза, что в живых организмах редкоземельные элементы выполняют одинаковую функцию с кальцием. Из-за этого они и скапливаются в органах, содержание кальция в которых больше по сравнению с остальными. В грунтах содержание РЗЭ достигает 0,24 %. Из грунтов данные элементы попадают в растения. Наблюдается повышенное содержание в люпине, сахарной свёкле, чернике, разных водорослях и некоторых других растениях. В молоке, крови и костях животных, выявлено присутствие металлов цериевой группы.

## Применение
Использование в промышленности металлов лантаноидов и их соединений начало значительно увеличиваться с прошлого века, начиная с раннего применения малых количеств оксидов церия и тория для создания калильных сеток в конце XIX века и не ограничиваясь критически важными компонентами в широком спектре передовых технологий.
| · Области потребления РЗЭ в 1975 г. Металлургия (45 %) Катализаторы, химикалии (36 %) Оптические стёкла, керамика (17 %) Люминофоры, электроника (2 %) | · Области потребления РЗЭ в 1989—1991 гг. Металлургия (26 %) Катализаторы (38 %) Стёкла (23 %) Другие (13 %) | · Массовые проценты промышленного использования РЗЭ в 2009 г. Магниты (21 %) Катализаторы (20 %) Сплавы (18 %) Полировальные порошки (12 %) Оптические стёкла (10 %) Люминофоры (7 %) Керамика (6 %) Другие (6 %) |

### До 1950-х

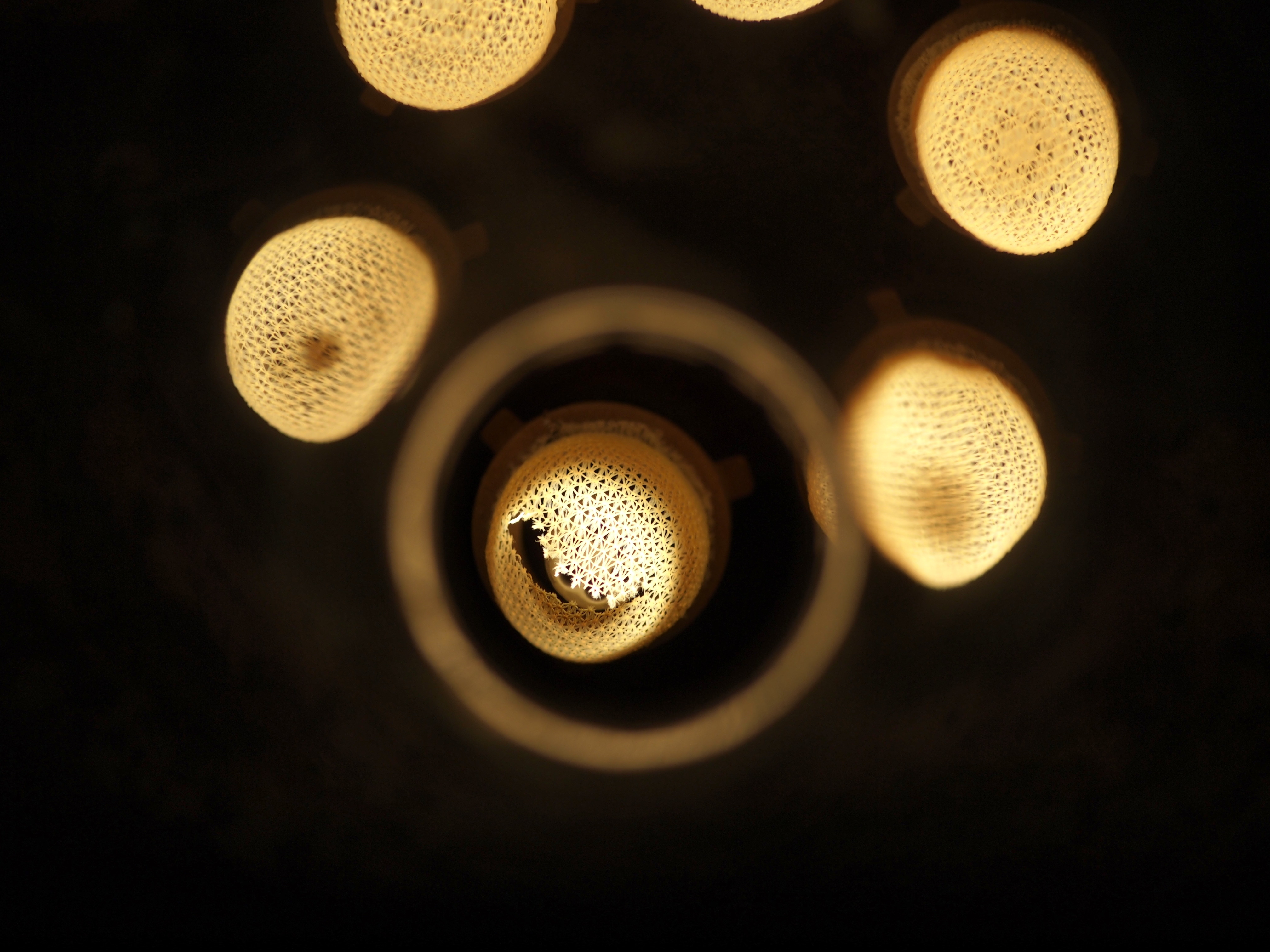
Разогретая калильная сетка

К концу XIX века стало понятным, что дешёвые при добыче монацитовые пески, состоящие из соединений церия, лантана, неодима, празеодима и больших количеств тория, находятся на территории США и Бразилии. Карл Ауэр фон Вельсбах (который был не только ученым, но и хорошим бизнесменом) обнаружил, что добавление примеси одного из соединений вышеуказанных элементов к диоксиду тория, составлявшему основу газокалильной сетки, позволяет добиться более яркого света огня и времени горения, чем его предыдущий «актинофор» (запатентованная в 1886 г. ученым смесь оксидов лантана и циркония). Потребовалось немного времени, чтобы понять, что примесью являлся церий, и определить «совершенное» соотношение тория к церию в усовершенствованной им калильной сетке: 99 к 1, которое не изменялось на протяжении долгого времени.
4 ноября 1891 г. учёный раскрыл и показал своё изобретение публике в Вене — этот день был началом применения редкоземельных элементов в промышленности. Автор нашёл первое применение для загадочных в то время элементов: порядка 90 000 ламп было продано в первые 9 месяцев после запуска их производства на фабрике в Атцгерсдорфе, к 1913 г. общее количество возросло до 300 млн штук (для которых требовалась переработка 3 000 т монацитового песка), в 30-е годы — достигло 5 млрд. Самыми крупными покупателями были железнодорожные компании, применявшие их внутри помещений, поскольку обходились дешевле электричества; вне помещений лампы освещали, например, улицы Бомбея — первого города, применившего их.
В 1915 г. вышла в печать книга Rare Earths. Their Occurence. Chemistry. And Technology, в которой описывались (возможные) сферы применения, отличные от, например, калильных сеток. Существовали предложения использовать соли церия для дубления, производства эмалей, протравного крашения ализарином. В химии, двойной сульфат церия пришёлся лучше других металлов (меди, железа и марганца) для каталитического окисления анилина в анилиновый чёрный — это одно из самых ранних исследований, датированное 1874 г., с акцентом на технологическом применении металла; для получения альдегидов, хинонов и т. п. соединений из ароматических углеводородов предполагалось использовать окислительные свойства его сульфата в растворе кислоты. Добавление соединений церия в электрод дуговой лампы позволяло добиться, по утверждению изобретателей, более интенсивного свечения. Незначительное применение также нашли: оксалат церия — в медицине; сульфат церия пришёлся полезным для цветной и чёрно-белой фотографии; глубокий цвет высшего оксида празеодима позволял применять его в составе дидима для маркировки текстиля и т. д.
Благодаря огромному коммерческому успеху сеток и параллельному ему процессу выделения тория с большим количеством лантаноидов, со временем обнаружилось, что электролиз расплава хлорида, получавшегося после удаления ториевого остатка, давал пирофорный мишметалл (50 % Ce, 25 % La, 25 % — другие лантаноиды), добавление к которому 30 % Fe позволяло получать идеальный лёгкий кремень. Помимо этого, металлы применяли в специальных стёклах для контроля поглощения при определённых длинах волн — этим исчерпывалось применение металлов вплоть до 1940-х гг.

### После 1950-х
| Функциональное использование лантаноидов                                    | Функциональное использование лантаноидов | Функциональное использование лантаноидов | Функциональное использование лантаноидов | Функциональное использование лантаноидов | Функциональное использование лантаноидов | Функциональное использование лантаноидов | Функциональное использование лантаноидов | Функциональное использование лантаноидов | Функциональное использование лантаноидов | Функциональное использование лантаноидов | Функциональное использование лантаноидов | Функциональное использование лантаноидов | Функциональное использование лантаноидов | Функциональное использование лантаноидов |
| --------------------------------------------------------------------------- | ---------------------------------------- | ---------------------------------------- | ---------------------------------------- | ---------------------------------------- | ---------------------------------------- | ---------------------------------------- | ---------------------------------------- | ---------------------------------------- | ---------------------------------------- | ---------------------------------------- | ---------------------------------------- | ---------------------------------------- | ---------------------------------------- | ---------------------------------------- |
|                                                                             | La                                       | Ce                                       | Pr                                       | Nd                                       | Sm                                       | Eu                                       | Gd                                       | Tb                                       | Dy                                       | Ho                                       | Er                                       | Tm                                       | Yb                                       | Lu                                       |
| Аккумуляторы                                                                |                                          |                                          |                                          |                                          |                                          |                                          |                                          |                                          |                                          |                                          |                                          |                                          |                                          |                                          |
| Катализаторы                                                                |                                          |                                          |                                          |                                          |                                          |                                          |                                          |                                          |                                          |                                          |                                          |                                          |                                          |                                          |
| Полировальные порошки                                                       |                                          |                                          |                                          |                                          |                                          |                                          |                                          |                                          |                                          |                                          |                                          |                                          |                                          |                                          |
| Металлургия                                                                 |                                          |                                          |                                          |                                          |                                          |                                          |                                          |                                          |                                          |                                          |                                          |                                          |                                          |                                          |
| Магниты                                                                     |                                          |                                          |                                          |                                          |                                          |                                          |                                          |                                          |                                          |                                          |                                          |                                          |                                          |                                          |
| Керамика                                                                    |                                          |                                          |                                          |                                          |                                          |                                          |                                          |                                          |                                          |                                          |                                          |                                          |                                          |                                          |
| Стекло                                                                      |                                          |                                          |                                          |                                          |                                          |                                          |                                          |                                          |                                          |                                          |                                          |                                          |                                          |                                          |
| Люминофоры                                                                  |                                          |                                          |                                          |                                          |                                          |                                          |                                          |                                          |                                          |                                          |                                          |                                          |                                          |                                          |
| Другие                                                                      |                                          |                                          |                                          |                                          |                                          |                                          |                                          |                                          |                                          |                                          |                                          |                                          |                                          |                                          |
| — основное, — незначительное, — функциональное использование не наблюдается |                                          |                                          |                                          |                                          |                                          |                                          |                                          |                                          |                                          |                                          |                                          |                                          |                                          |                                          |

Объём использования представителей семейства огромен: начиная от стекольной и заканчивая металлургической промышленностью; в качестве катализаторов на нефтеперерабатывающих заводах, люминесцентных активаторов, в электрокерамических соединениях, в высокотемпературных сверхпроводниках. Несмотря на широкий спектр применения и обладание схожими химическими свойствами, некоторые металлы (Gd, Dy, Nd, Sm) имеют очень хорошие магнитные свойства, в то время как атомы Er и Tb обладают определёнными энергетическими состояниями, позволяющими использовать их в лазерах или световых приборах. Современное использование металлов в высоких технологиях имеет под собой важное стратегическое значение.

#### Люминесцентные материалы
Как было описано выше, первое промышленное применение началось с добавления CeO2 в ThO2, что привело к более яркому свету при нагревании. В начале XX в. исследование Ж. Урбэном ионов EuIII, растворенных в различных матрицах, привело к открытию необычно яркого люминофора, излучающего оранжево-красный яркий свет (Y2O3:Eu [4—6 мол.%]). Этот люминофор использовался в люминесцентных лампах и электронно-лучевых трубках с начала 1960-х гг. и до сих пор используется для получения чистого красного цвета в светодиодах, дисплеях различных типов, включая плоскопанельные, несмотря на различные другие возможные и изученные (с ограниченным успехом) заместители.
Первое сообщение о получении лиганд-активированной (лиганд-сенсибилизированной) люминесценции лантаноидов в 1942 г. привело к последующим открытиям широкого спектра антенных лигандов, позволивших усилить эмиссию света. С. Вайсмэном было доказано, что эмиссия комплексов Ln с органическими лигандами может быть осуществлена благодаря возбуждению электронных уровней в самом лиганде, после чего энергия собирается на возбуждённых состояниях ионов металла благодаря интрамолекулярной передаче энергии.  Открытие получило название — антенный эффект.

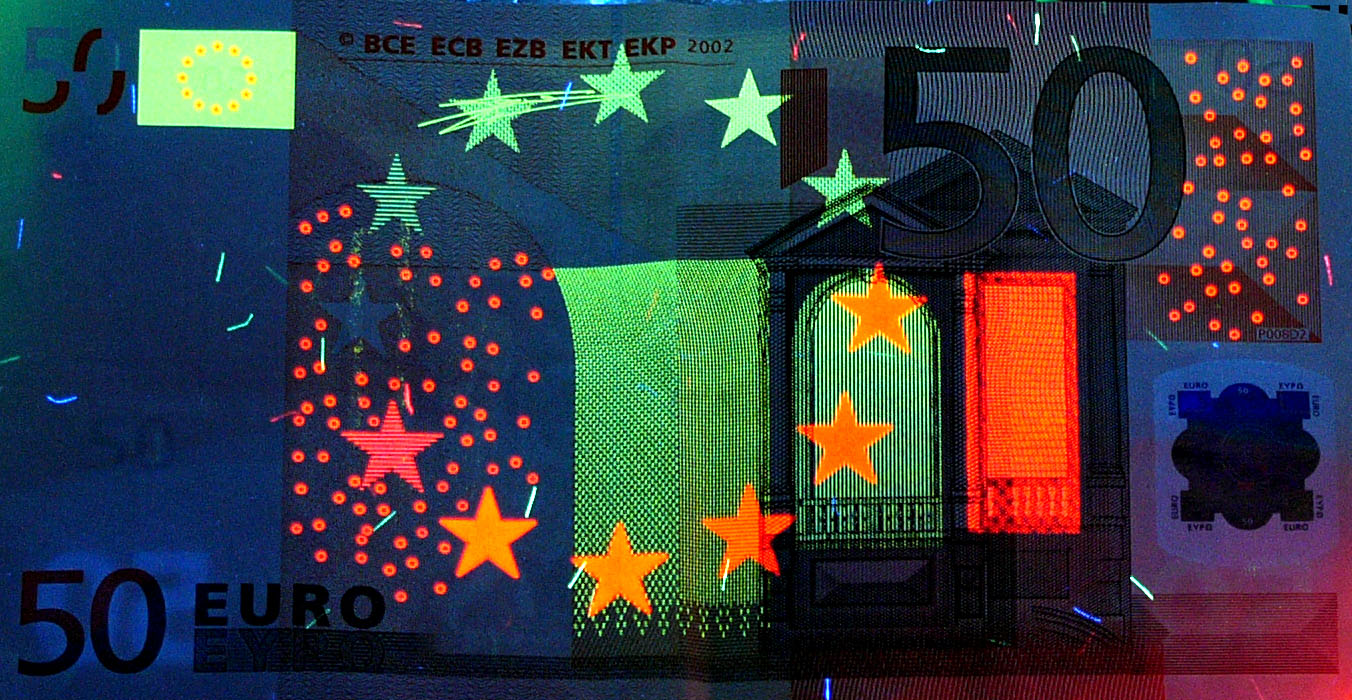
Купюра 50 евро под УФ-излучением, благодаря которому видно свечение комплексных соединений Eu^{III} (оранжево-красные области) и Eu^{II} (зелёная и голубая области) из-за даун-конверсии, описанной в 1997 г.

Люминесцентные свойства ионов лантаноидов оказались важными для создания люминесцентных материалов, связанных с высокими технологиями. Представители семейства применяются в плазменных панелях (например, допирование небольших количеств Eu3+ в Y2O3 — один из люминофоров, — позволяет достигнуть такой же интенсивности светоизлучения, что и у YBO3, Y1−xGdxBO3, но при меньшем давлении инертных газов в газонаполненных ячейках), FED-дисплеях (где полуторные оксиды люминофоров — более стабильные и экологичные, чем сульфидные, — допированы лантаноидами), в органических светодиодах (комплексные соединения Ln3+).
Также их ионы нашли применение в высокоэнергетических детекторах радиации — сцинтилляторах; легированные с неорганическими кристаллами лантаноиды применяются в измерительных устройствах для регистрации γ-излучения и при рентгенографическом диагностировании. Быстрая эмиссия 5d → 4f у Ce3+ (продолжительностью 10—70 нс) делает его наилучшим кандидатом на использование в таких устройствах. Преимущество отдается соединениям с галогенидами, таких как LuI3:Ce3+, где световыход составляет 95 000 фотонов на 1 МэВ.

#### Магниты
История изучения постоянных магнитов на основе редкоземельных элементов берёт своё начало с 1959 г., в котором была опубликована работа по изучению сплава GdCo5. Впоследствии было опубликовано множество работ, касающихся способов получения, изучения, улучшения свойств YCo5, SmCo5 и примесей к нему. К середине 1980-х гг. ученые получили три наиболее полезных сплава: SmCo5, Sm2Co17 и Nd2Fe14B. Каждый из них намного превосходит по своим полезным свойствам предыдущие типы магнитов, а лучшие — в десять раз сильнее альнико или ферритовых сплавов. По максимальному показателю энергии продукта магниты можно расположить в следующем порядке: Nd2Fe14B (до 56,7 МГсЭ) > Sm2Co17 (22—32) > SmCo5 (22) > Альнико (до 11) > Ферриты (до 6).
Магниты, состоящие из самария и кобальта (SmCo5), были разработаны в 1967 г. и на протяжении долгого времени считались самыми сильными, однако в настоящее время используются реже неодимовых (в случаях, требующих устойчивость к коррозии или стойкость в эксплуатации при повышенных температурах) из-за слабого магнитного поля и высокой стоимости его компонентов: железо и неодим дешевле кобальта и самария соответственно, а сам сплав NdFeB содержит относительно меньшее количество лантаноида. Самарий-кобальтовые магниты нашли своё применение в аэрокосмической и авиационной промышленности, требующих термической стабильности при 400—500 °C (предпочтение отдается Sm2Co17).
Магнитные свойства неодима позволяют создавать мощнейшие постоянные магниты. В 1984 г. был впервые получен сплав неодима, железа и бора (Nd2Fe14B), широко используемый в настоящее время во множестве технологий, требующих высокую коэрцитивную силу, и лучшая замена для которого до сих пор не найдена. Неодим может быть замещен празеодимом и до 5 мас.% церием для увеличения конечной энергии продукта, а добавление тербия или диспрозия в сплав позволяет увеличить его коэрцитивность. С другой стороны, из-за его термической демагнетизации, относительно низкая коэрцитивность[en] не может отвечать возрастающим к ней требованиям при работе высокотемпературных устройств, например, ветрогенераторов или некоторых элементов гибридных электромобилей.
Некоторые примеры использования магнитов: жесткие диски — 24,5 и 5,8 мас.% Nd и Pr соответственно (вес магнита 4,3 г; модель Seagate ST3500418AS, 2009 г.); 286 г Nd и 130 г Dy пришлось, в среднем, на каждый гибридный автомобиль (из 265 000 шт.), проданный в США и Германии в 2010 г.; ветрогенераторы (приблизительно) — от 150 до 200 кг Nd и от 20 до 30 кг Dy на 1 МВт генерируемой мощности.

Сплав гадолиния нагревается в магнитном поле, отдавая тепло в окружающую среду

Гадолиний, его соли и сплавы играют заметную роль в магнитном охлаждении, в котором вещество нагревается, если его поместить во внешнее магнитное поле. Первый эксперимент, благодаря которому удалось последовательно достичь снижения температуры до 0,25 K исследуемых образцов октагидрата сульфата гадолиния(III) (Gd2(SO4)3·8H2O) и результаты которого были предсказаны заранее, провели в 1933 г. У. Джиок и Д. МакДугалл. (Позднее, в 1949 г. Джиоку была присуждена Нобелевская премия за изучение поведения веществ при сверхнизких температурах.) В настоящее время этот металл является одним из наиболее широко изученных охлаждающих магнитных материалов.

#### Промышленность
Изотопы гадолиния (155Gd, 157Gd) имеют необычно большое нейтронное сечение, которое позволяет использовать их в ядерной промышленности, например, в стержнях реактора. Атомы гольмия, обладающие одним из наибольших магнитных моментов среди остальных элементов, позволяют создавать сильнейшие магнитные поля; данные сильные магниты, — одним из компонентов которых и является гольмий, — нашли своё применение в стержнях на АЭС.
Некоторые лантаноиды, например, церий из-за его экзотермической реакции с водородом (как и у остальных представителей) уже при комнатной температуре может быть использован в качестве газопоглотителя в электровакуумной промышленности и металлургии.
Изготовленные на основе всех оксидов лантаноидов керамические пластинки обладают высокой гидрофобностью и прочностью, что позволяет использовать их там, где требуется соответствующие свойства, например: на лопастях турбин в электростанциях, через которые проходит пар, конденсируются капли воды (в диаметре несколько микрометров), что отрицательно сказывается на эффективности. Данное свойство объясняется электронной структурой, которая препятствует образованию водородных связей с межфазными молекулами воды, и сохраняется даже после проверки в агрессивной среде (например, нагрев до высоких температур или обработка абразивными материалами). Более того, эти оксиды могут быть использованы для изготовления ультрагидрофобных поверхностей.
Отмечается эффективность (а также низкая токсичность при сравнении с хроматами) применения лантана, церия и иттрия в качестве ингибиторов коррозии для алюминиевых и цинковых сплавов в водном растворе хлора, а также замедление коррозии железа и стали в газообразном растворе хлора. Образование защитной плёнки, состоящей из комплекса гидратированных оксидов, происходит благодаря присутствию солей металлов в растворе, что подтверждается РФЭС. Существует продолжающийся интерес исследователей к применению лантаноидов: свойства солей и их применение на ряде металлов было известно и изучалось на протяжении почти 30 лет, а основное внимание привлекали к себе церий и лантан. Большинство работ фокусировалось на алюминиевых сплавах; разработка конверсионных покрытий для других металлов происходила намного медленнее по различным причинам.

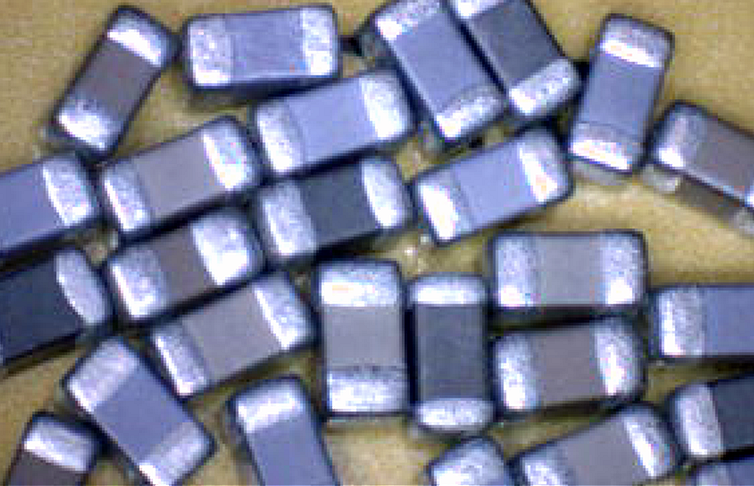
Многослойные керамические конденсаторы (SMD-компоненты)

Металлы группы нашли своё применение в многослойных керамических конденсаторах (англ. Multilayer Ceramic Capacitor) — большинство лантаноидов (из которых выделяют Dy, Er и Ho) позволяет улучшить их свойства: уменьшить тангенс угла потерь и скорость старения, достичь стабильной ёмкости (±15 %) в широком промежутке температур (от −55 до +150 °C). Последний факт удовлетворяет требованиям EIA X8R и позволяет применять такие конденсаторы в высокотемпературных устройствах: наклонных скважинах (нефтеразведка), автомобилях, для военных нужд и в авиакосмической промышленности — все вышеперечисленные факты позволяют сделать вывод о высокой критичности лантаноидов (в виде примеси, допанта) при производстве конденсаторов с качественно хорошими характеристиками.
Современные электронные устройства содержат множество таких конденсаторов, ежегодный рост отгрузок с заводов которых составил 15 % в начале 2000-х гг.; в США их использовалось приблизительно 3 млрд/год. Например, в мобильном телефоне содержится приблизительно 250 штук, 400 — в ноутбуке (лэптопе) и более 1000 в автомобильной электронике.

#### Медицина

Пентетовая кислота, содержащаяся, например, в «Магневисте», позволяет улучшить изображение в МРТ: образованное с ионами гадолиния комплексное соединение позволяет изменить свойства окружающих молекул воды и увеличить скорость релаксации протонов в ней

Гадолиний в соединениях применяется в магнитно-резонансной томографии в качестве одного из лучших контрастирующих агентов, поскольку скапливается, например, в рубцовых тканях или опухолях, и «подсвечивает» такие ткани в МРТ. А чтобы уменьшить негативное влияние на организм, ионы металла окружаются хелатирующими лигандами. На территории Российской Федерации в продаже есть контрастные препараты под названиями «Гадовист», «Магневист», содержащие ионы металла.
Сочетание инертных и биосовместимых наночастиц золота со стабильными ионами Ln3+, имеющими продолжительную люминесценцию или характерные магнитные характеристики, позволяет получить нанозонд, который бы подходил для применения в биомедицине или изучения биологических систем.
Длина волны гольмиевых лазеров составляет 2,08 мкм (излучение безопасно для зрения), что позволяет применять их в медицине, например, в виде гольмий-допированного алюмо-иттриевого граната или иттрий-лантан-фторидных (YLF, LaYF4) лазеров. Непрерывные эрбиевые и тулиевые импульсные лазеры, работающие на длине волны 3 мкм, подходят для применения в лазерной хирургии: рабочая длина волны совпадает с частотой колебаний атомов O—H в воде — достигается сильное поглощение луча биологическими тканями.
Поперечное сечение диспрозия позволяет использовать его для поглощения тепловых нейтронов, а высокая температура плавления позволяет применять в составе специальных сплавов нержавеющих сталей или в устройствах и деталях по ядерному контролю. При комбинировании металла с ванадием и другими редкоземельными элементами возможно использование в лазерных материалах. Халькогениды диспрозия-кадмия, являющиеся источниками инфракрасного излучения, нашли своё применение в изучении химических реакций.
Лантаноиды и лантан применяют как добавки к сталям, чугунам и другим сплавам для улучшения механической стойкости, коррозионной устойчивости и жаропрочности. Используют лантаноиды и лантан для получения специальных сортов стекла, в атомной технике. Соединения лантана, а также лантаноидов используют для изготовления лаков и красок, светящихся составов, в производстве кожи, в текстильной промышленности, в радиоэлектронике для изготовления катодов. Соединения лантаноидов применяются в лазерах.

### Применение в будущем
Различные термодинамически устойчивые интерметаллиды состава LnxMy (где M = Mn, Fe, Co, Ni, Cu и нижестоящие под ними элементы в таблице) могут найти своё применение в виде наночастиц или тонких плёнок в области нанотехнологии, например: в фотокатодах, диэлектриках, сегнетоэлектриках, полупроводниках, выпрямителях (радиотехника и электроника), портативных компьютерах, стёклах (поглощающих УФ- и пропускающих ИК-излучение), постоянных магнитах (системы связи и компьютер), сверхпроводниках и композитных материалах, твердотельных лазерах (в особенности для военных нужд), люминофорах для цветных ТВ, катализаторах (регенерация выхлопных газов автомобилей) и водородных аккумуляторах. Более того, присутствие лантаноидов в металлических наночастицах увеличивает ударную вязкость, а также улучшает их структуру и пластичность.
Благодаря проведённым в Китае исследованиям были синтезированы ультратонкие нанокристаллы химически стабильных оксибромидов (OBr−3) европия, гадолиния, тербия и лантана, из которых последний, при допировании атомами Eu3+ (LaOBr:Eu3+), может быть использован для точного определения раковых клеток. Кристаллы могут приниматься этими больными (но не здоровыми) клетками, а благодаря люминесцентным свойствам и биосовместимости соединений, задаванию определённых длин волн отражающегося света (видного при подаче напряжения или под ультрафиолетом) и последующему подсвечиванию, их можно увидеть, например, через микроскоп. Все упомянутые свойства позволят онкологам определить мельчайшее количество больных клеток в пробах для биопсии.
Существует предположение об использовании оксибромидов лантаноидов в низкозатратных энергетических устройствах, использующих люминесцентные свойства, в качестве альтернативы, например, светодиодам.
Металлогели с изменяемым под УФ-излучением цветом, содержащие ионы Eu3+ и Tb3+ в различных определённых соотношениях, были разработаны в МТИ в 2015 г. Металлогели из ПЭГ, функционализированные терпиридиловыми лигандами, благодаря чувствительности к внешним взаимодействиям через проявление механо-, вапо-, термо- и хемохромизма, могут быть использованы в качестве тонкопленочных покрытий-индикаторов в растворе или газовой фазе вещества, например, для определения загрязнителей, токсинов, патогенов, изменения температуры и механического давления.
Существует предложение использовать лантаноиды в виде маркировочного материала (англ. taggant, от tag — бирка) для пометки исходного материала, идущего на создание конечного продукта, на каждой стадии его производства, чтобы контролировать и прослеживать поставщиков, продавцов и т. д. Отмечается его низкая стоимость по сравнению с обычными средствами борьбы с подделками (например, маркировка или чипование): достаточно нанести всего несколько частей на миллион такого вещества в ячейку матрицы для создания пометки.